# Каторжная академия
«Ка́торжная акаде́мия» действовала среди заключённых в каземате Петровского завода участников событий 14 декабря 1825 года, как форма взаимной поддержки стремления к самообразованию и обмену знаниями.
По мнению Николая I, ссылка декабристов в Сибирь должна была изолировать их от общества, культурных центров и информации, обречь на духовную смерть. Однако, узники смогли противопоставить вынужденной изоляции своё стремление к взаимному обучению, интеллектуальному развитию и служению общественной пользе. Творческое общение позволило им адаптироваться к существованию в условиях каторги. Обладающие соответствующими знаниями, декабристы организовали лекции по гуманитарным и естественнонаучным дисциплинам, изучение иностранных языков, совместное чтение и обсуждение книг и собственных произведений. В тюрьме возникла своеобразная «академия», в которой заключённые были и докладчиками, и оппонентами, и слушателями. А. П. Беляев позднее писал, что она стала «поистине чудной школой нашей и основой нашего умственного и духовного воспитания. Какие вопросы там не обсуждались, какие идеи там не разрабатывались, тогда ещё без малейшей надежды на их осуществление».
Академик М. В. Нечкина писала, что деятельность «академии» носила характер общественного явления, которое естественно вписывалось в общую картину идейной жизни России 1830-х годов, а не являлась только страницей «тюремного быта».

## Предпосылки возникновения
Участники движения декабристов, получившие образование в престижных военных и гражданских учебных заведениях, относились к элите российского общества. В большинстве своём по молодости они не занимали важных постов в государстве, но до момента вступления в тайные общества путь к успешной карьере для них был открыт. Профессор Ю. М. Лотман, составляя обобщённый портрет декабристов, в первую очередь назвал их людьми действия.

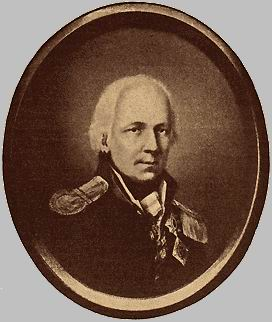
Н. С. Мордвинов. 1817 год

Н. С. Мордвинов, известный независимостью и либерализмом своих суждений, включённый Николаем I в состав Верховного уголовного суда, в мае 1826 года писал царю, что в силу полученного большинством декабристов хорошего образования они могут «опять стать людьми, полезными для государства, а знания, которыми они обладают, помогут им овладеть другими, ещё более полезными». И, зная о грозящей декабристам ссылке, развивал свою мысль: «механика, физика, химия, минералогия, металлургия, геология и агрокультура… могут способствовать процветанию Сибири, …преступники могут стать преподавателями этих наук и возродиться для общественной пользы». Для этого, считал Мордвинов, «можно было бы образовать из них Академию, при условии, чтобы члены её занимались лишь вышеназванными науками и чтобы в библиотеке Академии находились только книги, посвящённые положительным знаниям». Однако, это предложение не было принято императором.

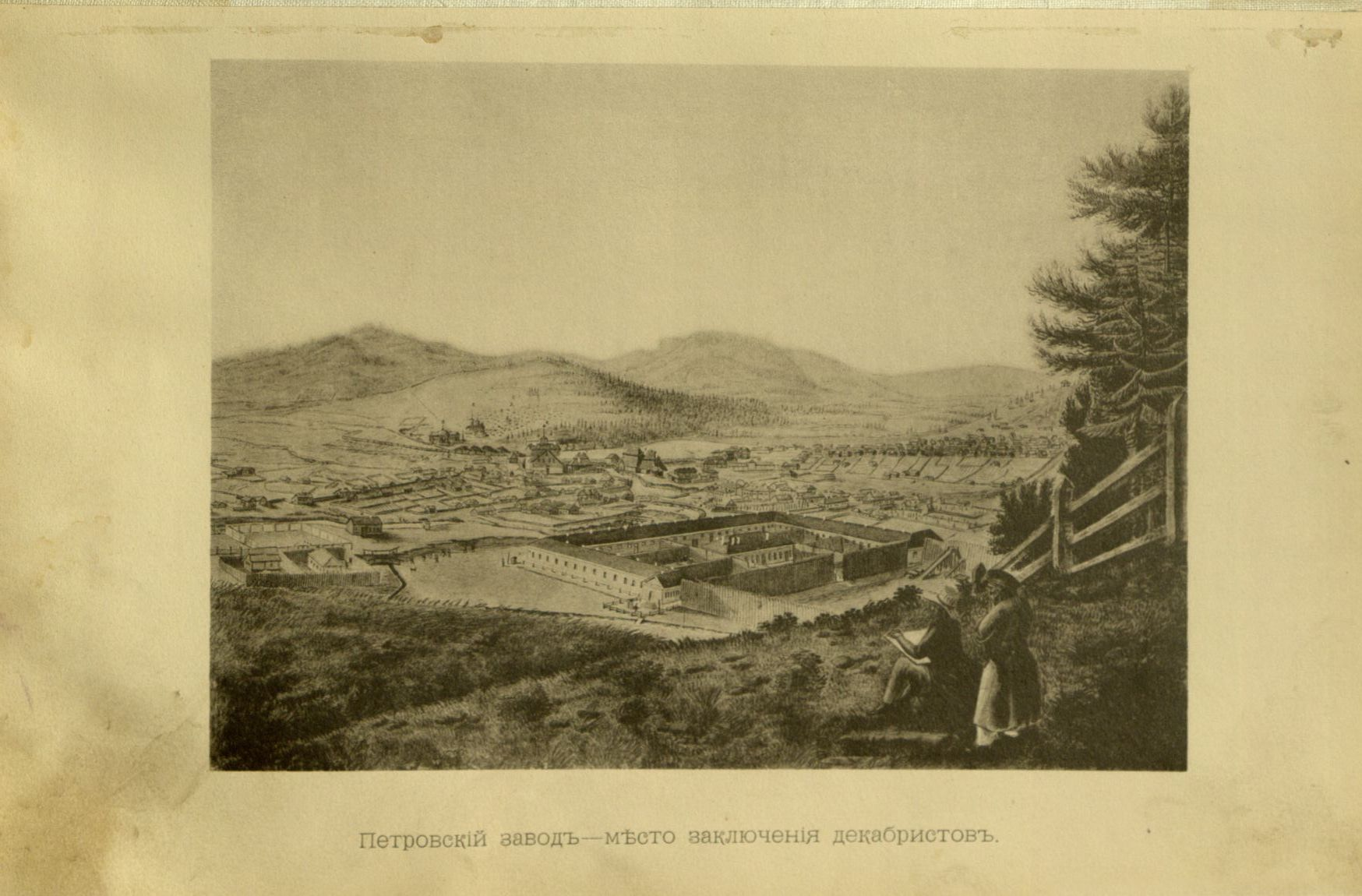
Петровский завод

Николай I отправил бо́льшую часть декабристов в каторжные работы и, чтобы легче было контролировать связь их с внешним миром и уберечь законопослушное общество от вредоносного влияния, повелел не разбрасывать каторжан по Сибири, а содержать их в одном Петровском заводе.
Собранные вместе, декабристы смогли выжить и, по словам Н. В. Басаргина, «не только удержаться на прежней ступени нравственного достоинства, но даже подняться и выше». Е. П. Оболенский вспоминал: «Большое утешение было для нас то, что мы были вместе; тот же круг, в котором мы привыкли, в продолжении стольких лет, меняться мыслями и чувствами, перенесён был из петербургских палат в нашу убогую казарму… Взаимное уважение было основано …не на привычке приобретённой светским образованием, но на стремлении каждого ко всему, что носит печать истины и правды».

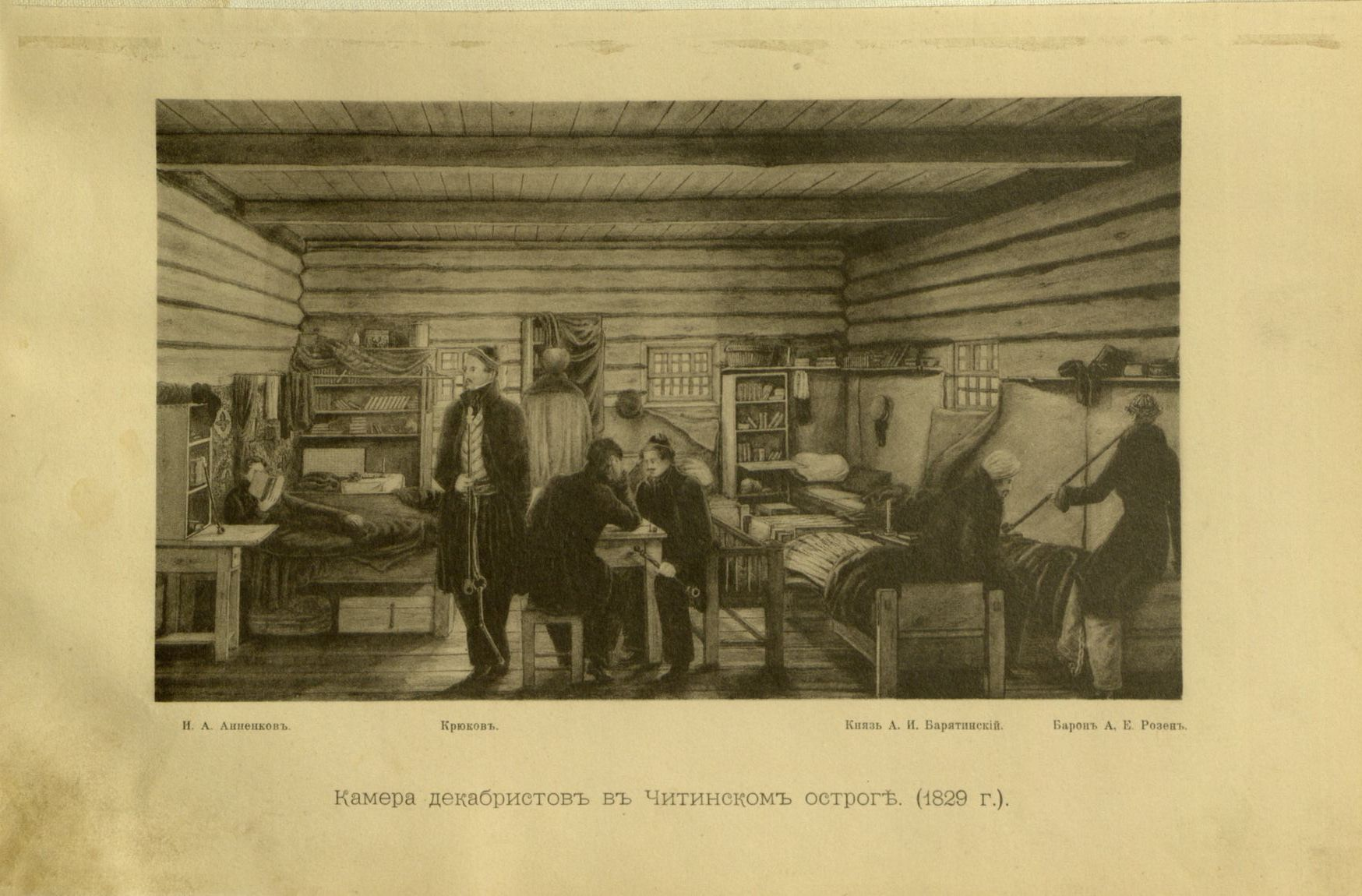
Декабристы в камере Читинского острога

Это стремление, в атмосфере взаимной поддержки и интеллектуального общения друг с другом, идейных и научных споров, определило содержание духовной жизни декабристов в условиях каторги. И. Д. Якушкин отмечал в своих «Записках», что «в разговорах очень часто речь склонялась к общему нашему делу…». Смысл этого общего дела в ссылке выражал М. С. Лунин, несломленный неудачей восстания и наказанием, мнение которого процитировал П. Н. Свистунов в 1871 году, оценивая итоги жизни и деятельности декабристов: «Он был того мнения, что настоящее житейское наше поприще началось со вступлением нашим в Сибирь, где мы призваны словом и примером служить делу, которому себя посвятили».
Ссыльные декабристы, избрав путь служения народу просветительством и полезным применением собственных научных и прикладных знаний, в каторжных казематах учились и совершенствовались сами.

## От артели к «академии»
С самого начала заключения в Сибири декабристы пытались организовать совместную жизнь в непривычных для себя условиях. Н. В. Басаргин писал в своих воспоминаниях, что уже в Читинском остроге: «…мы с разрешения коменданта устроили несколько хозяйственную часть свою. Избрали на время хозяина, который заведовал кухнею, заготовлением припасов, покупкою сахара, чая и т. д., и назначили двух смотреть за огородом». После перевода заключённых в Петровский завод они пришли к мысли о необходимости введения внутреннего самоуправления и распоряжения добровольными денежными взносами, вносимыми в общий фонд, по примеру офицерских «артелей» во время недавних европейских походов российской армии и тайных преддекабристских организаций — артели Семёновского полка, закрытой царским указом в 1815 году и «Священной артели», существовавшей до 1817 года.

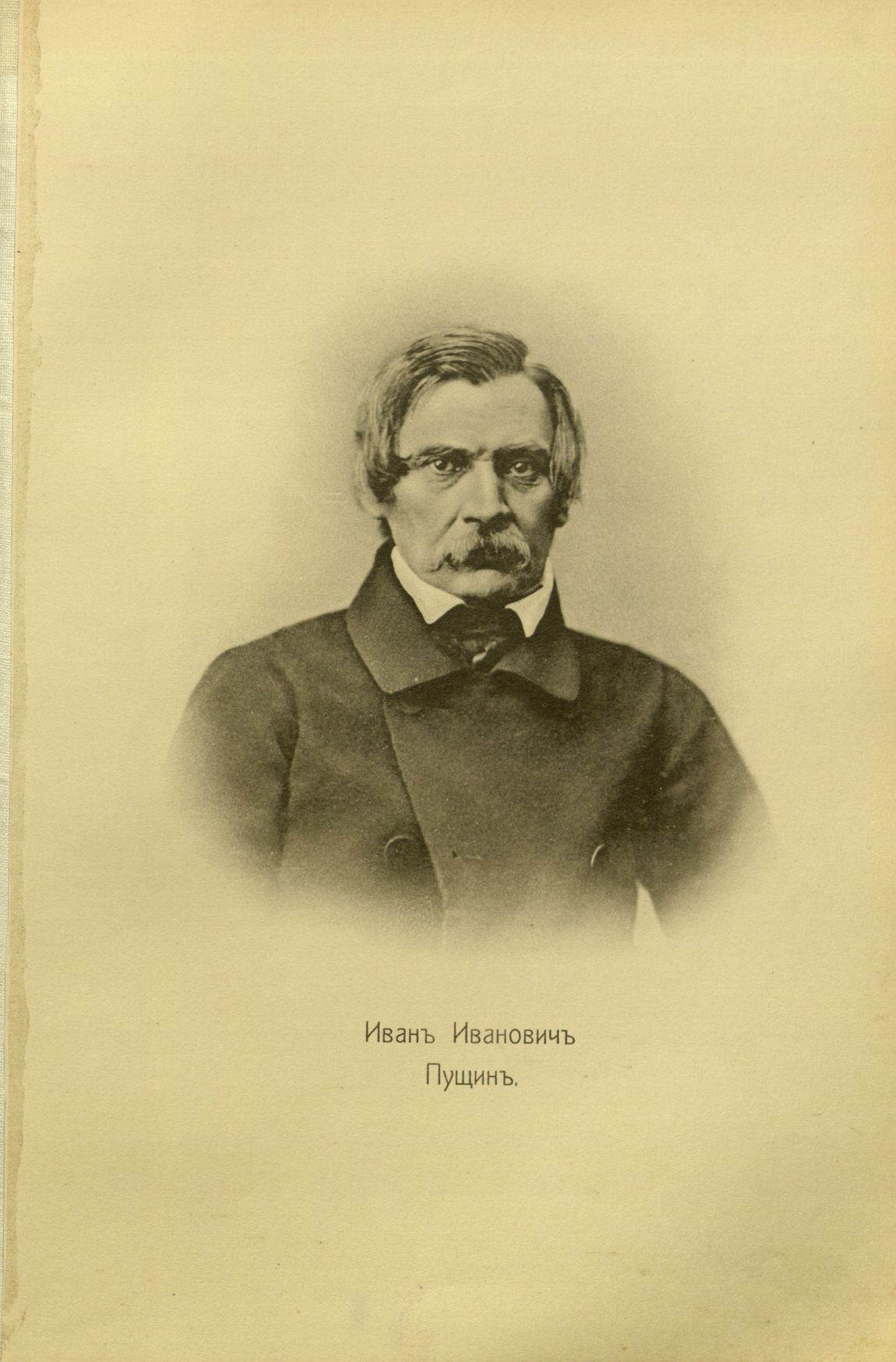
И. И. Пущин

Один из участников «Священной артели» — И. И. Пущин — принял участие в разработке устава Большой артели декабристов, которая действовала до тех пор, пока последние узники не покинули Петровский завод. За годы заключения многим из них пришлось научиться своими руками чинить и шить одежду и обувь, ремонтировать и мастерить мебель, заниматься огородничеством. Избранный в 1829 году «хозяином» артели П. С. Бобрищев-Пушкин — математик и поэт, был столяром и портным-самоучкой. Н. А. Бестужев — моряк и историк, чинил и изготавливал часы, был и токарем, и слесарем, и переплётчиком, обучал различным техническим ремёслам своих товарищей.
Обустраивая хозяйственную сторону своей жизни в каземате, декабристы не забывали и умственную. В свободное от работ время они начали устраивать совместные чтения и обсуждения прочитанного. Постепенно, из близких по вкусам ссыльных, образовались кружки, но все вместе они составили свою «академию»
, в которой всякий мог выбрать занятие по избранному направлению: истории, географии, философии, словесности, естествознанию, медицине. Одним из условий «академии» было чтения и обсуждение всего написанного в каземате.
Сибирский писатель С. И. Черепанов, определённый в 1833 году смотрителем казённых зданий в Иркутске и познакомившийся с декабристами, многие из которых стали его наставниками-просветителями, писал: «Петровский завод составлял для меня нечто похожее на академию или университет с 120 академиками или профессорами».

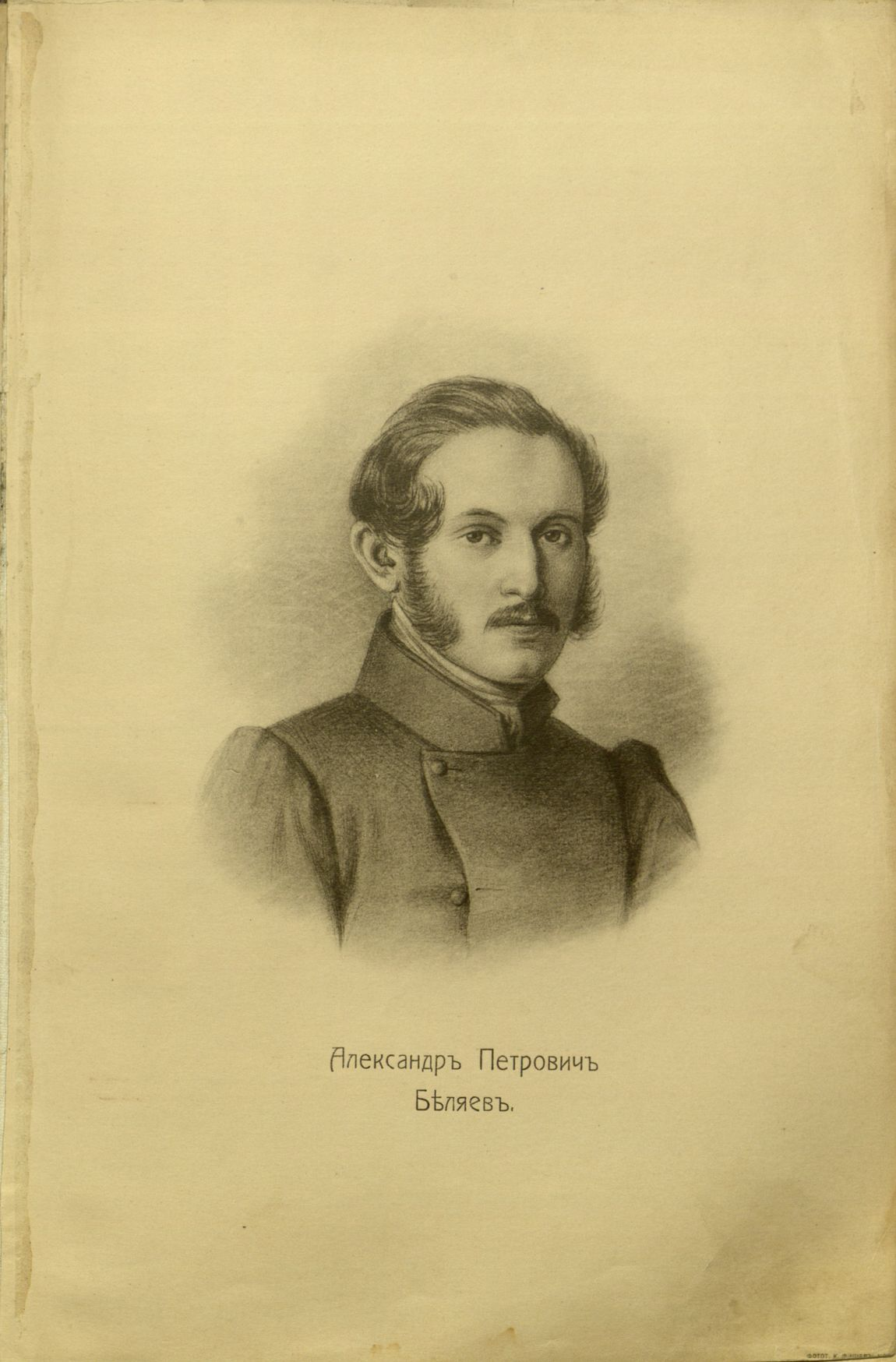
А. П. Беляев

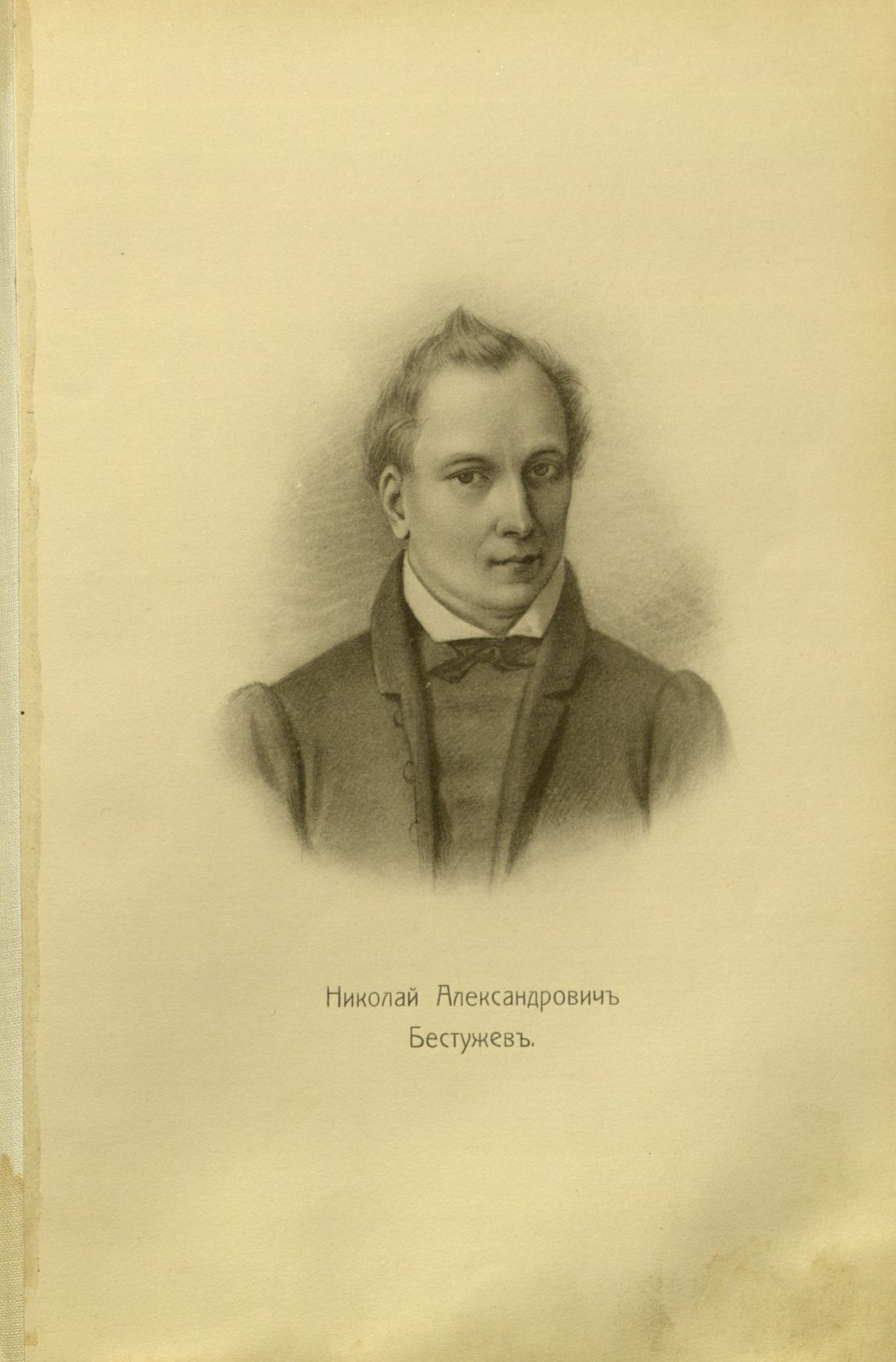
Н. А. Бестужев

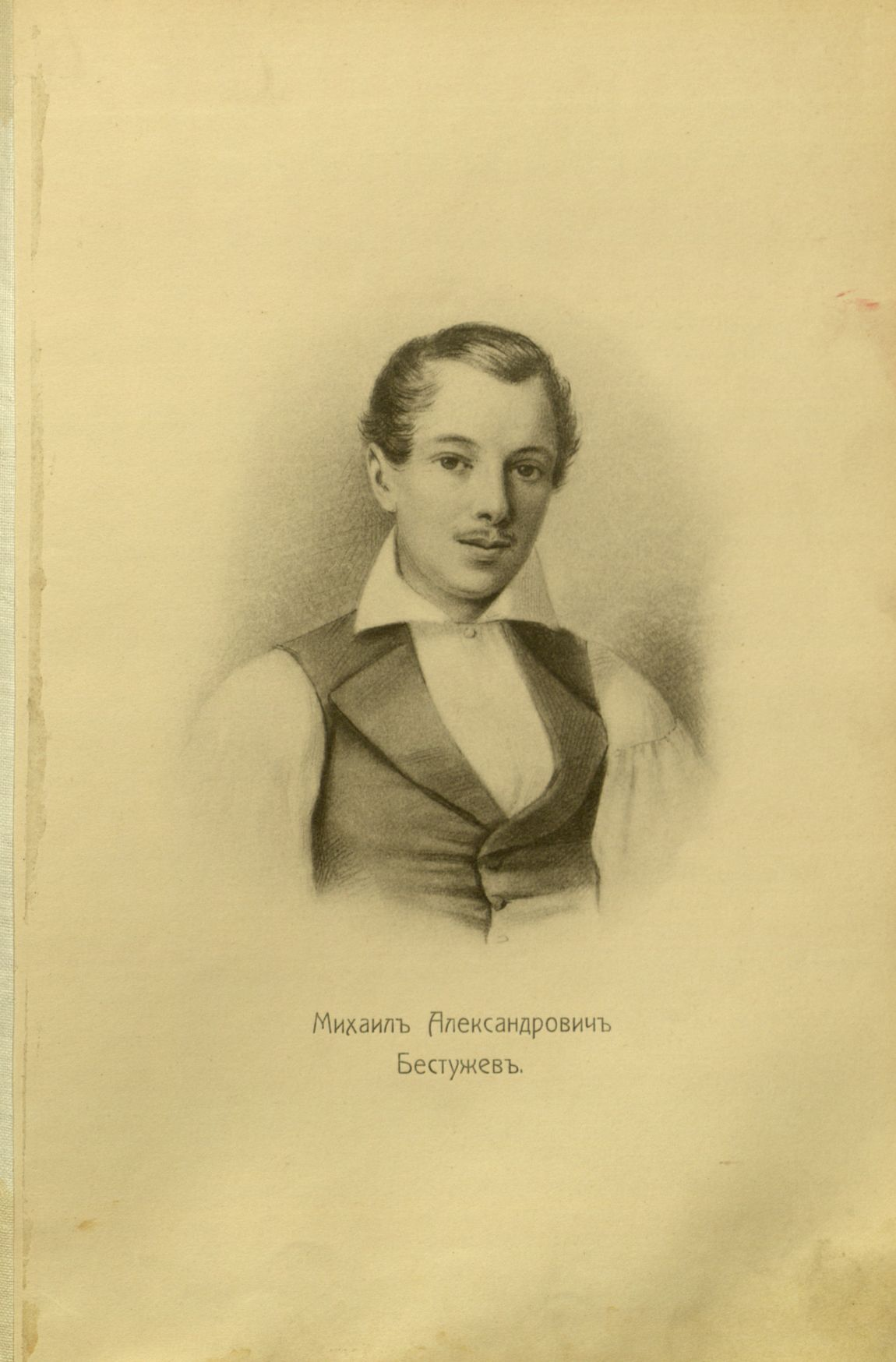
М. А. Бестужев

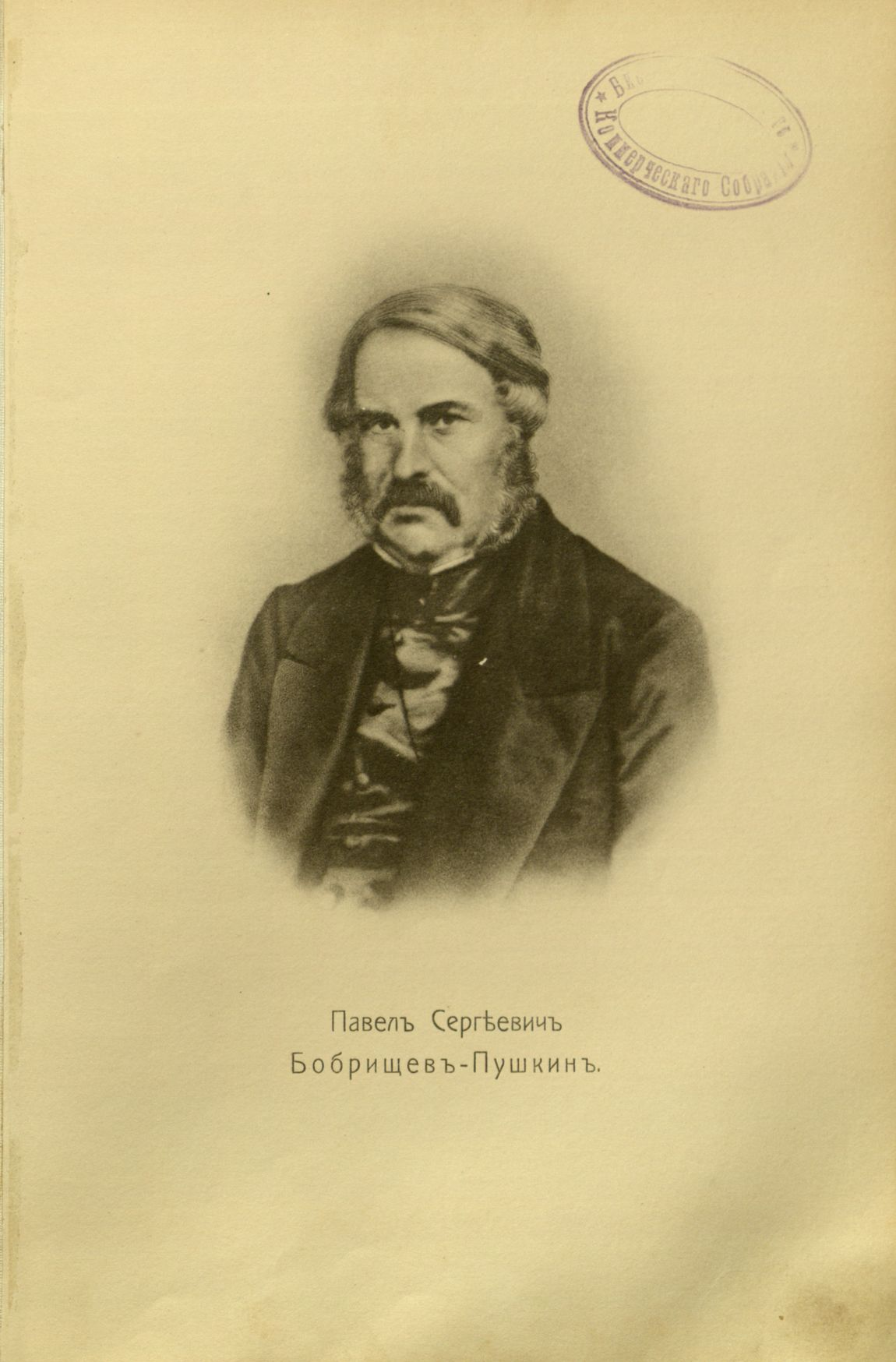
П. С. Бобрищев-Пушкин

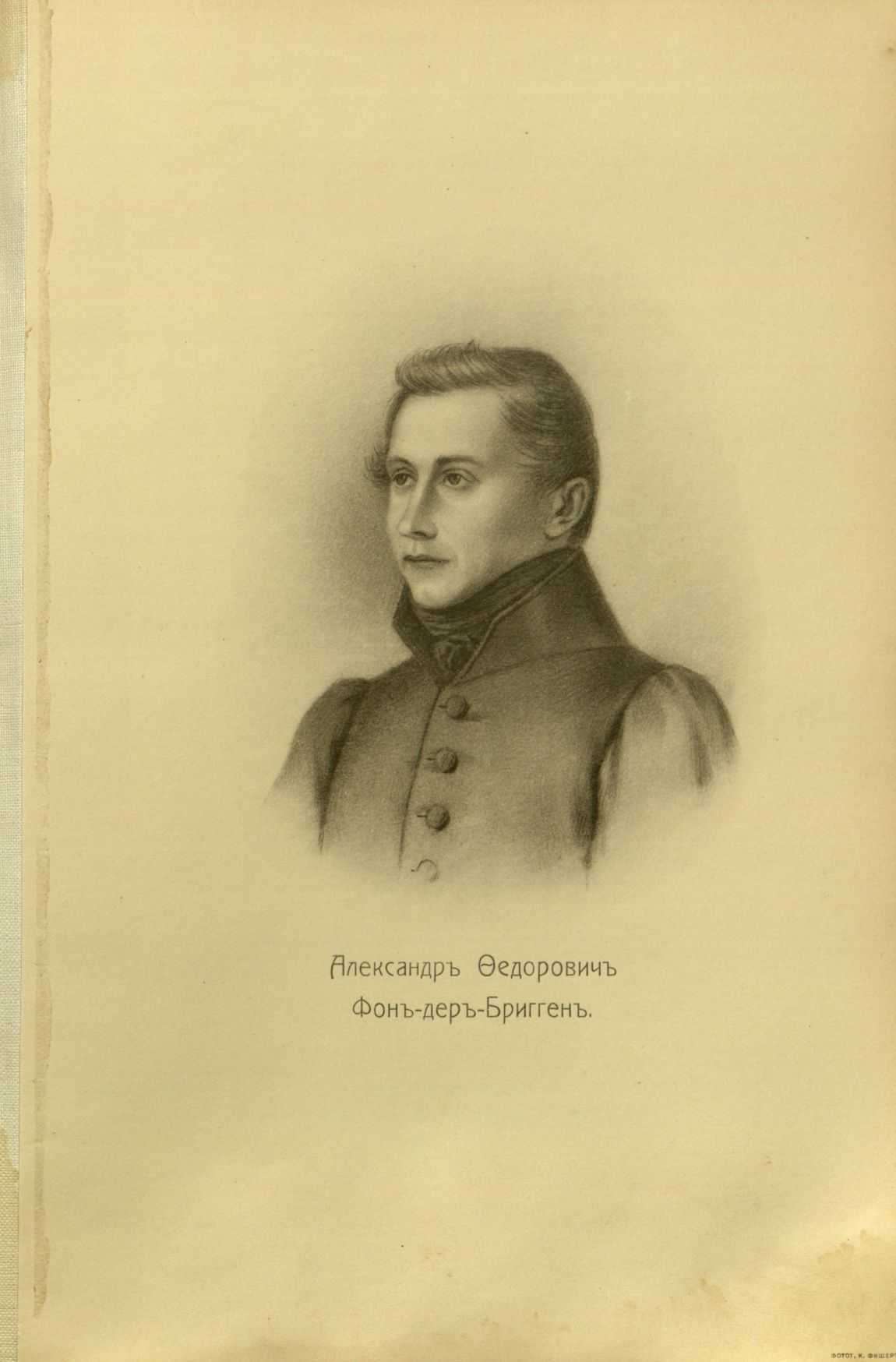
А. Ф. Бригген

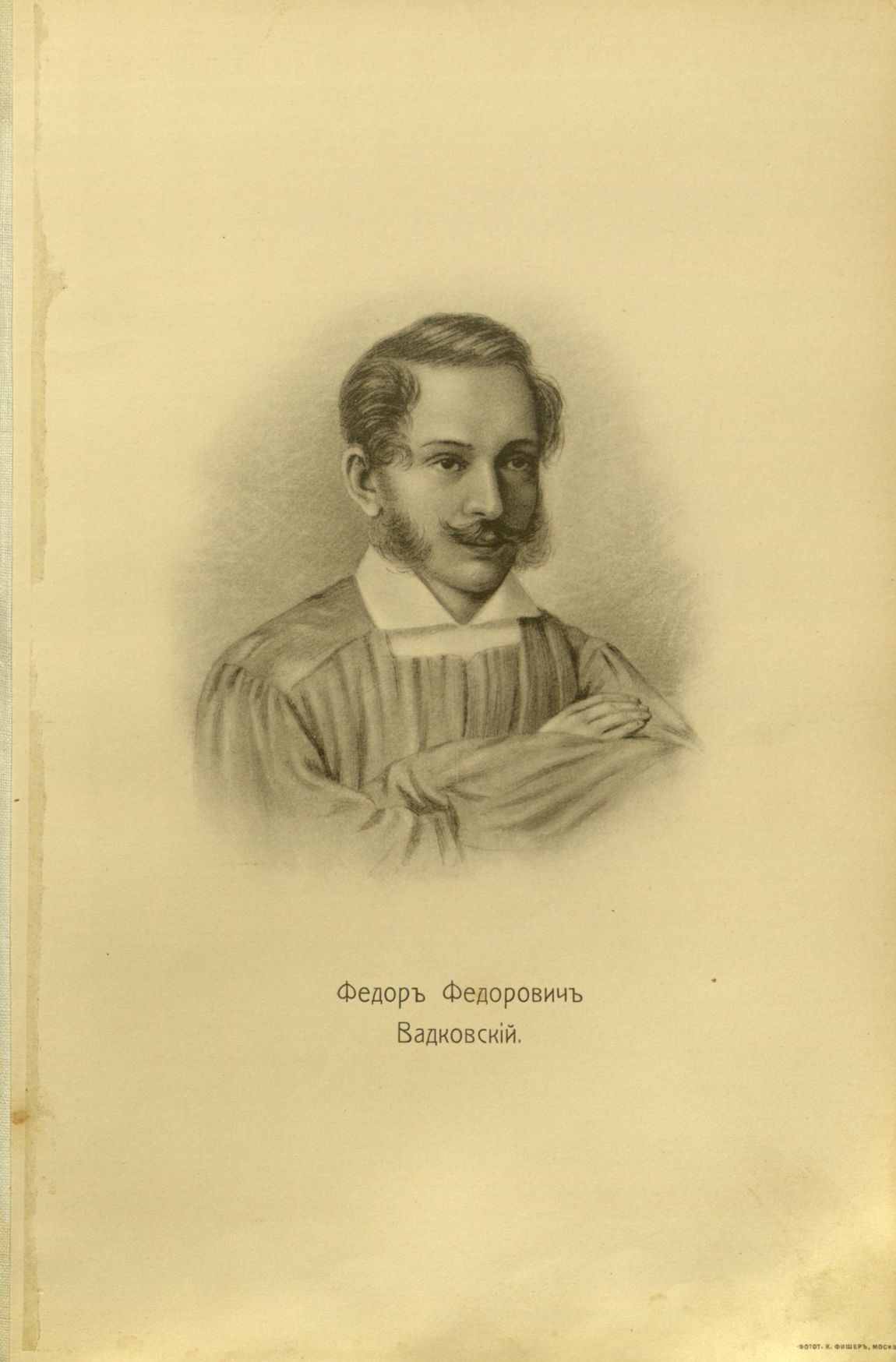
Ф. Ф. Вадковский

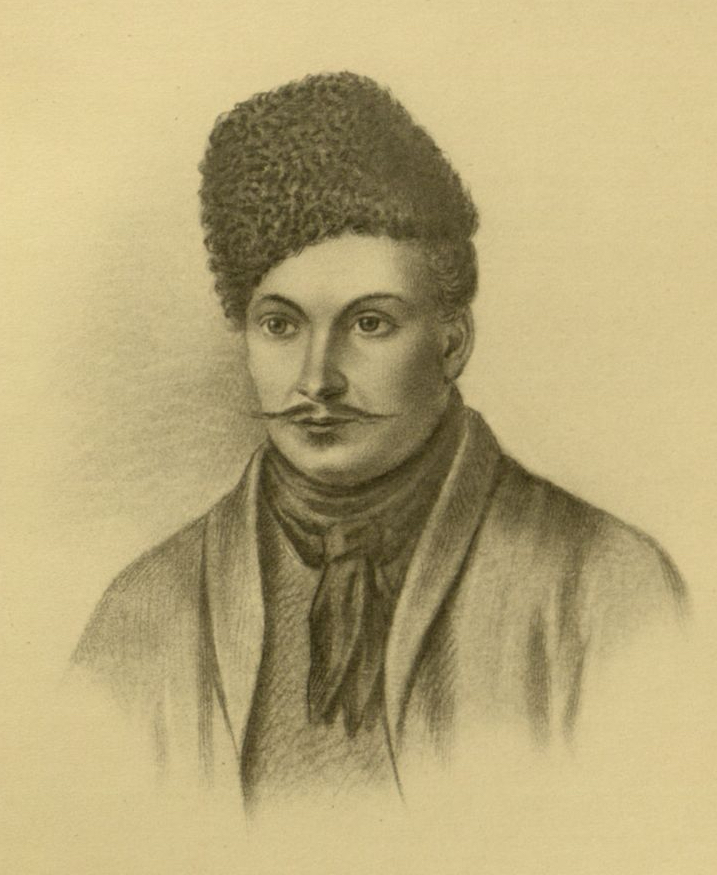
В. Л. Давыдов

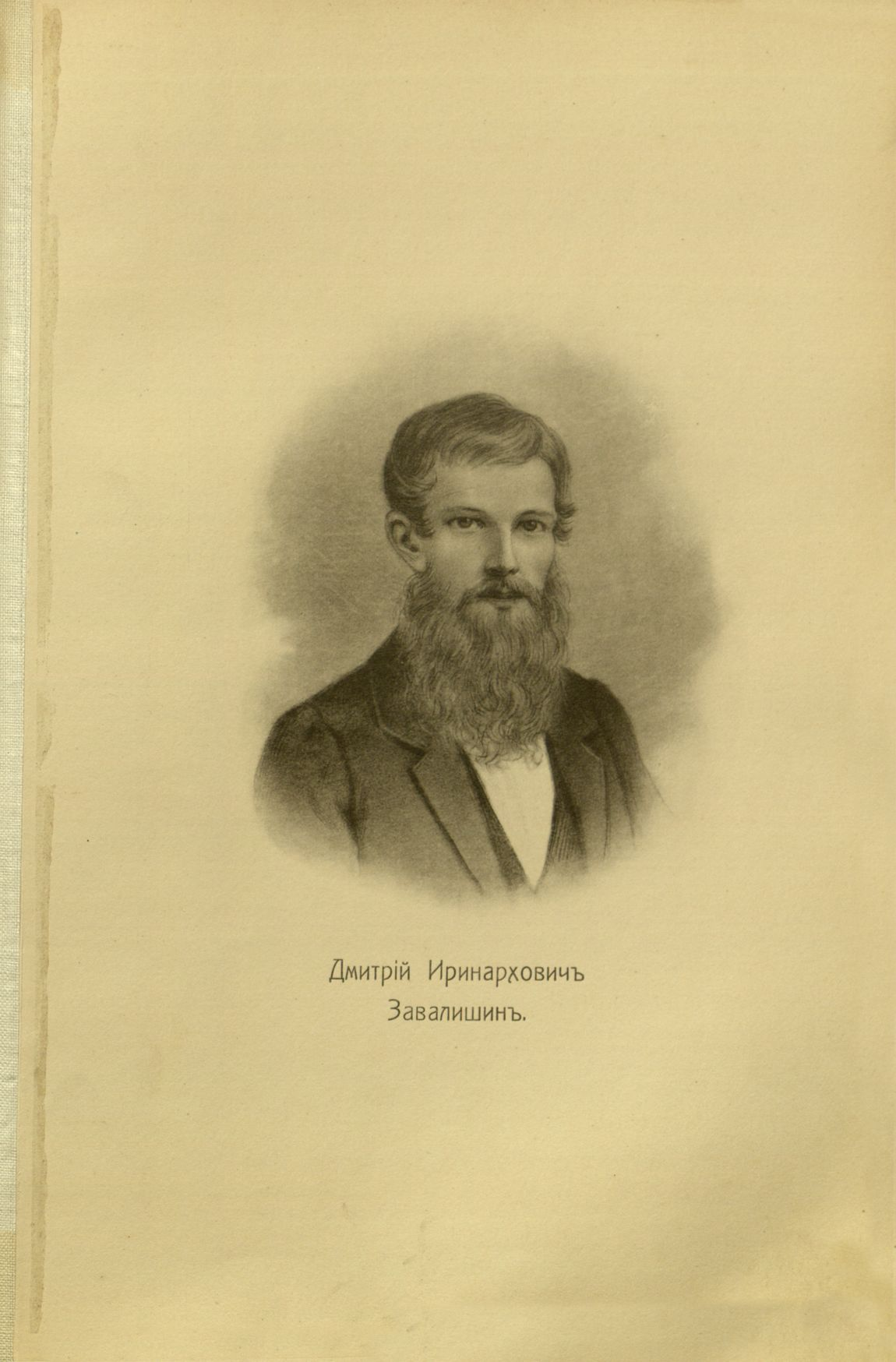
Д. И. Завалишин

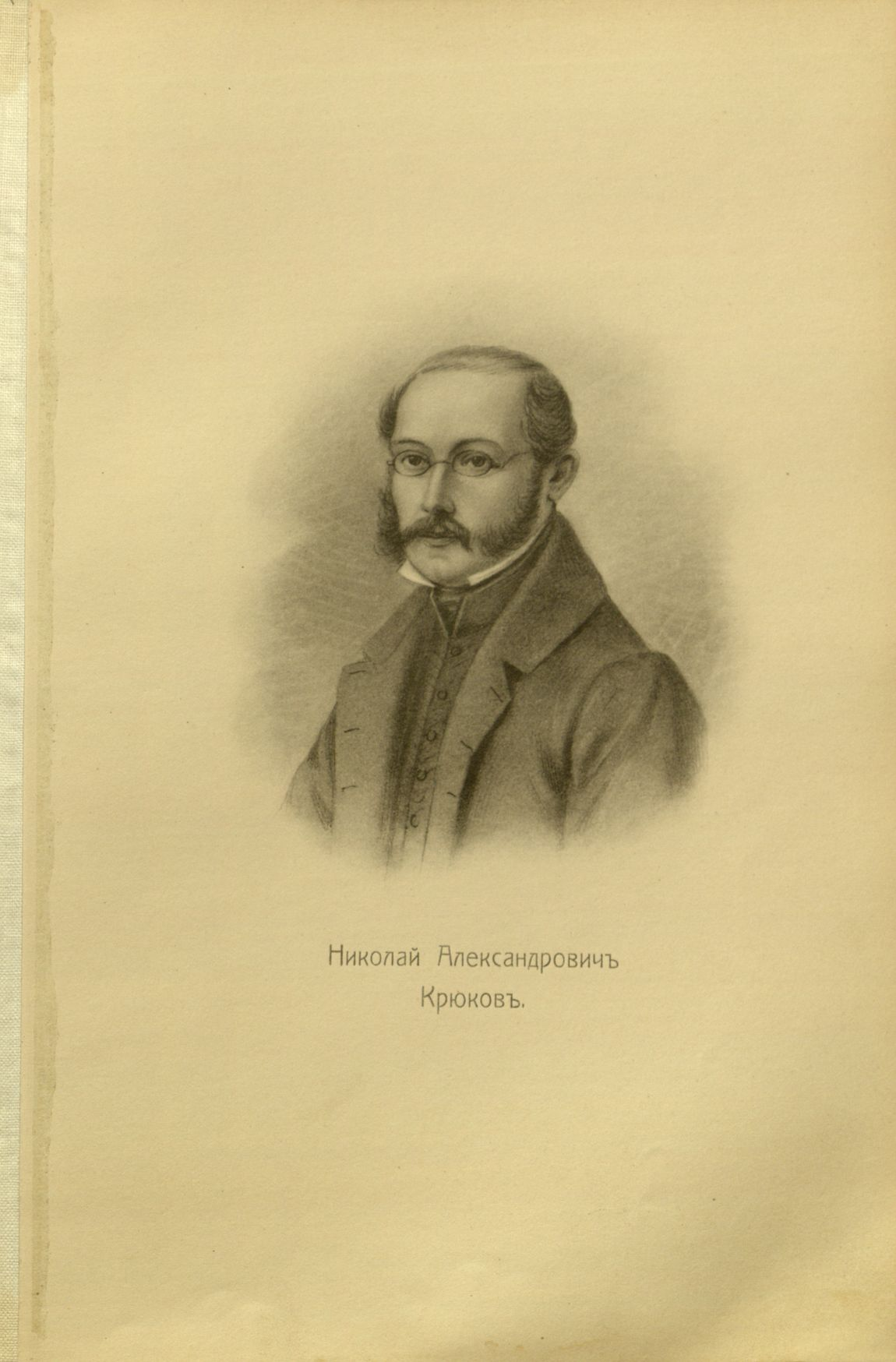
Н. А. Крюков

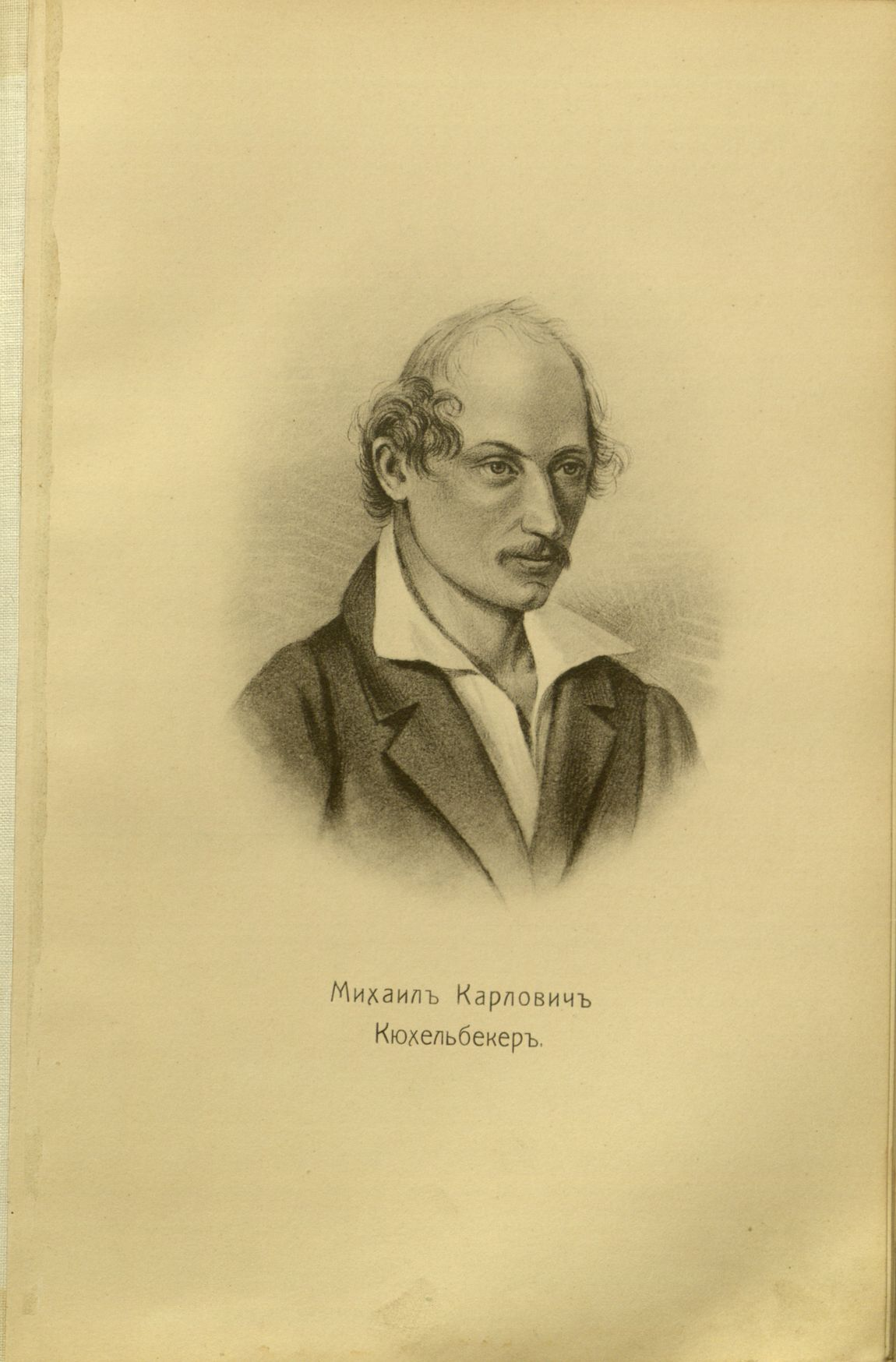
М. К. Кюхельбекер

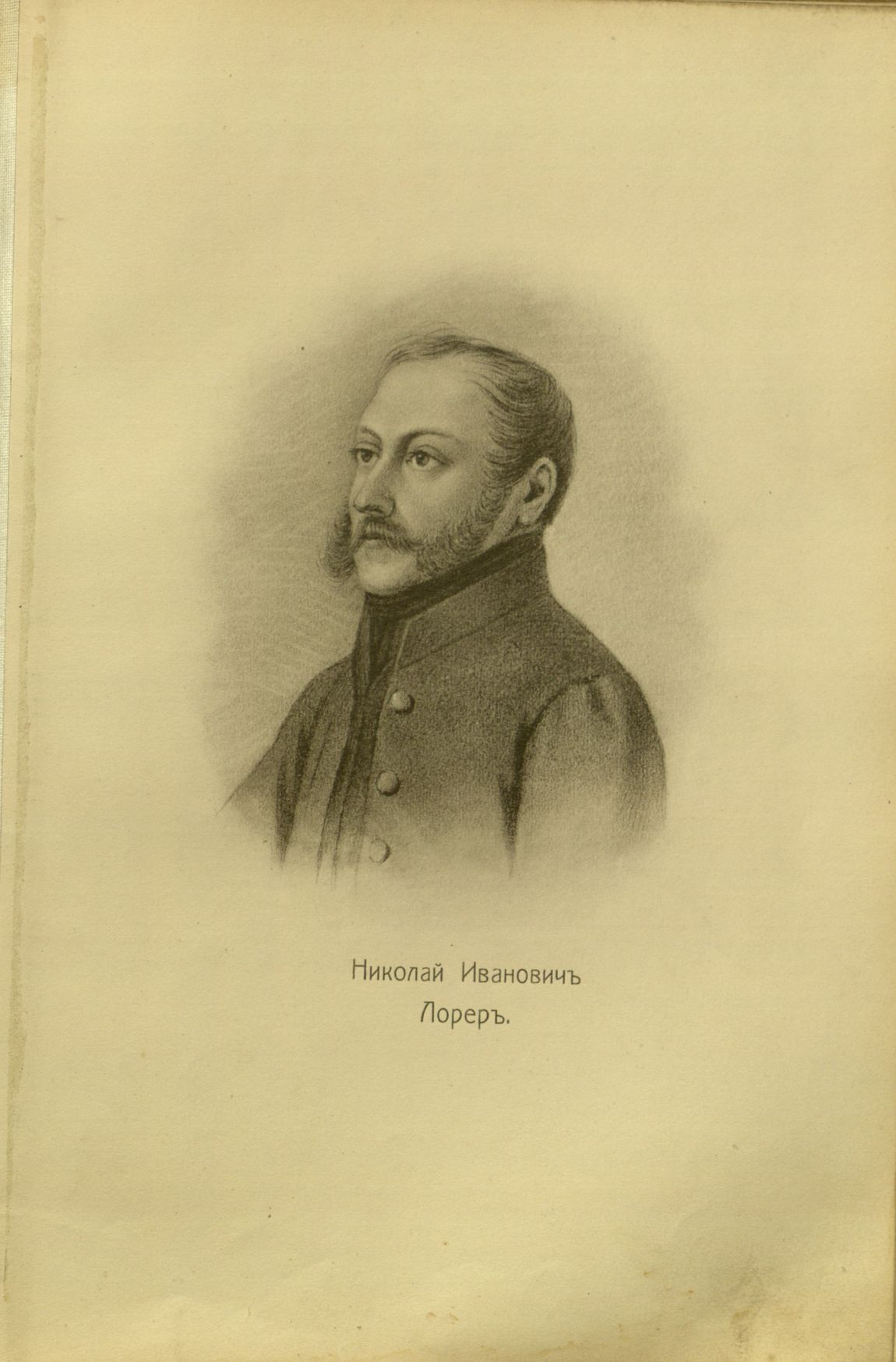
Н. И. Лорер

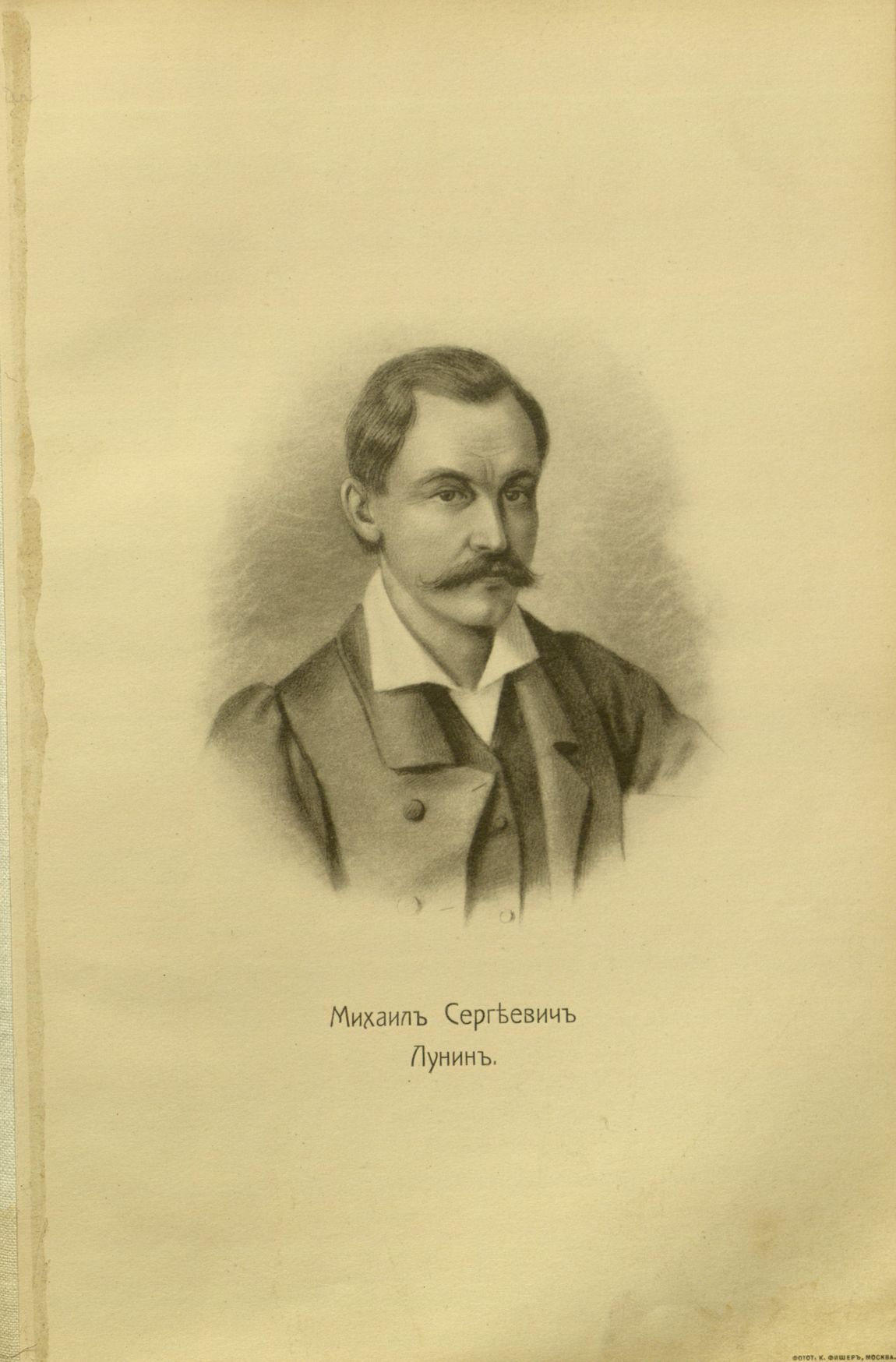
М. С. Лунин

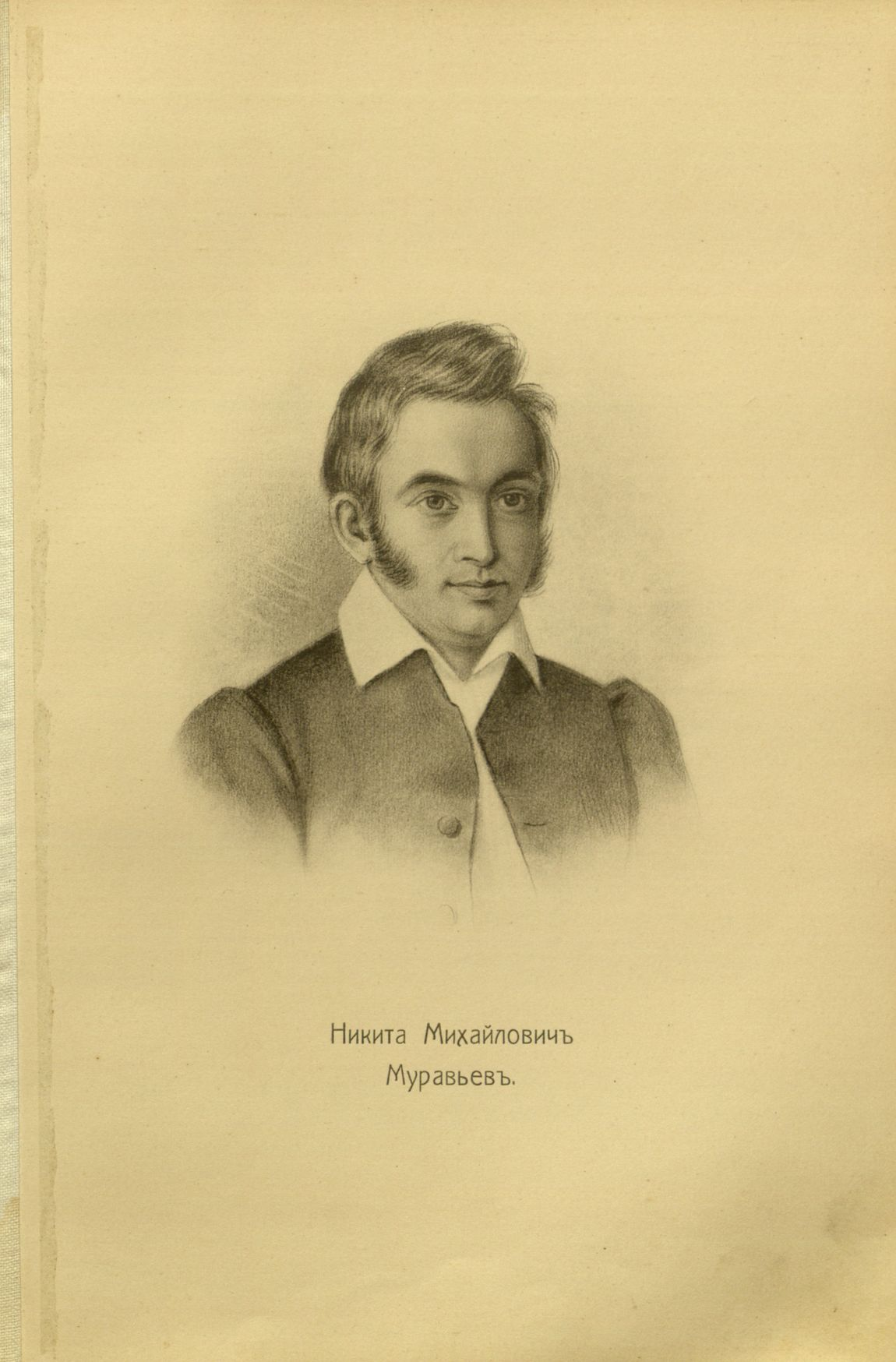
Н. М. Муравьев

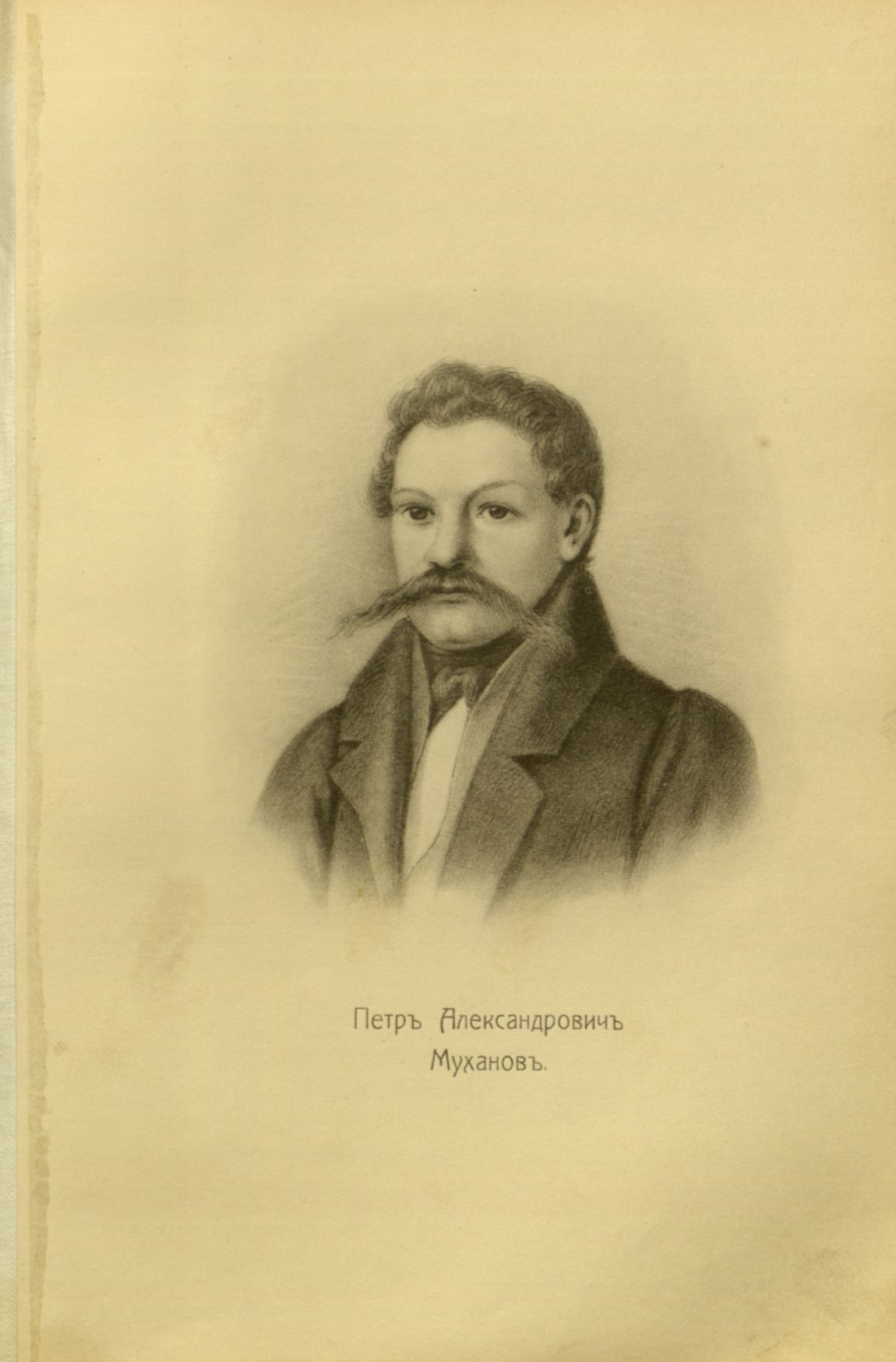
П. А. Муханов

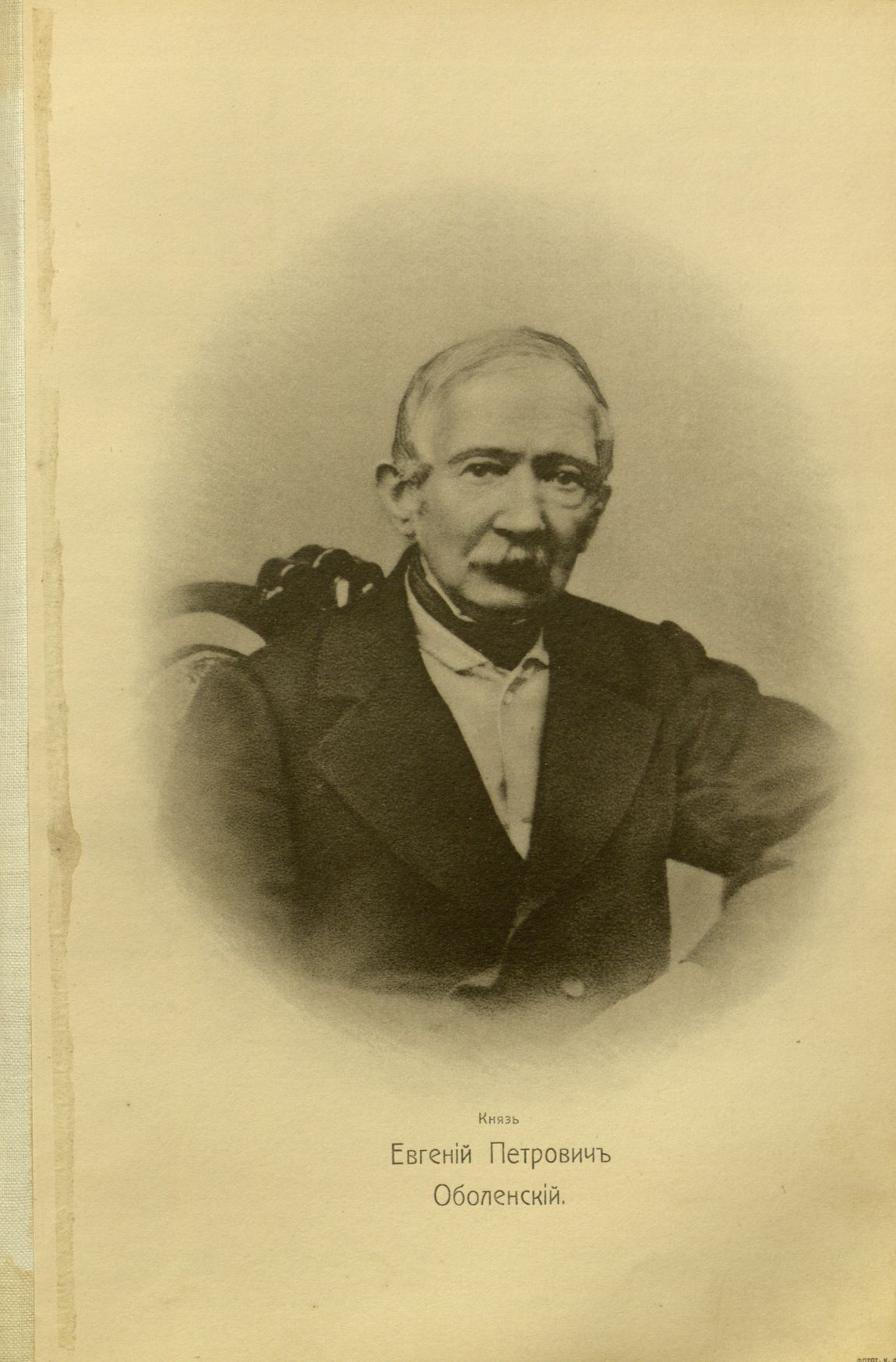
Е. П. Оболенский

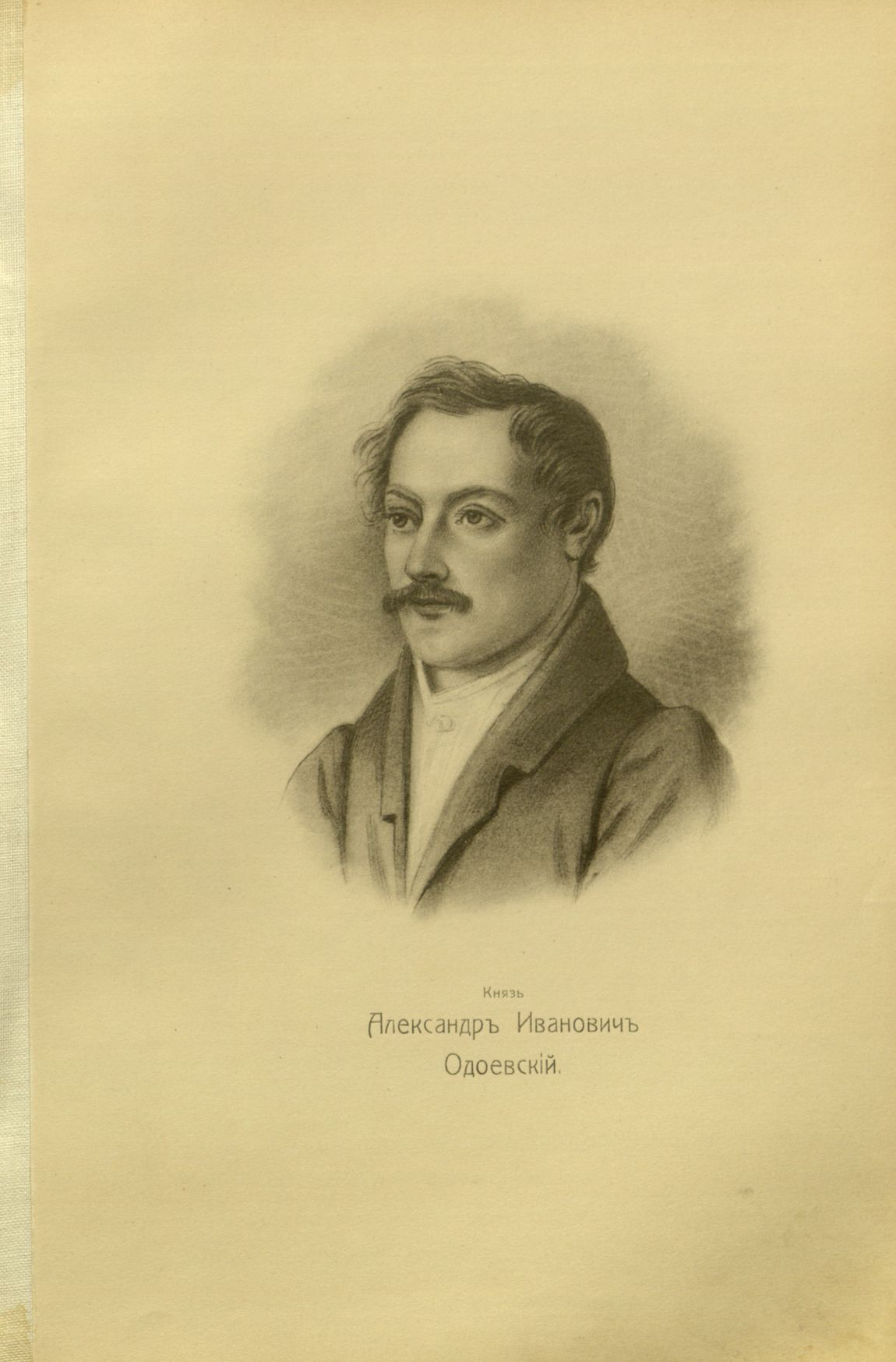
А. И. Одоевский

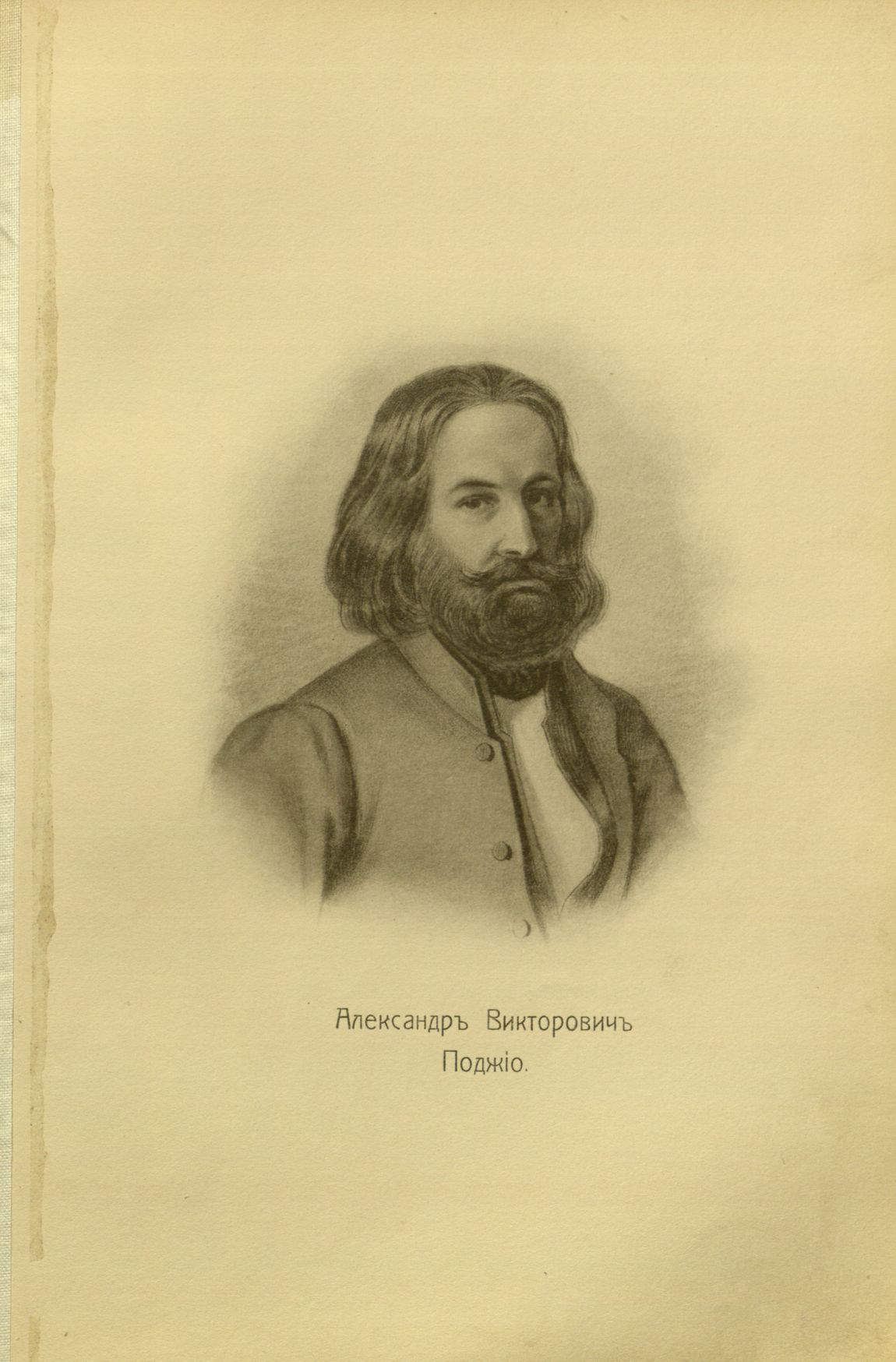
А. В. Поджио

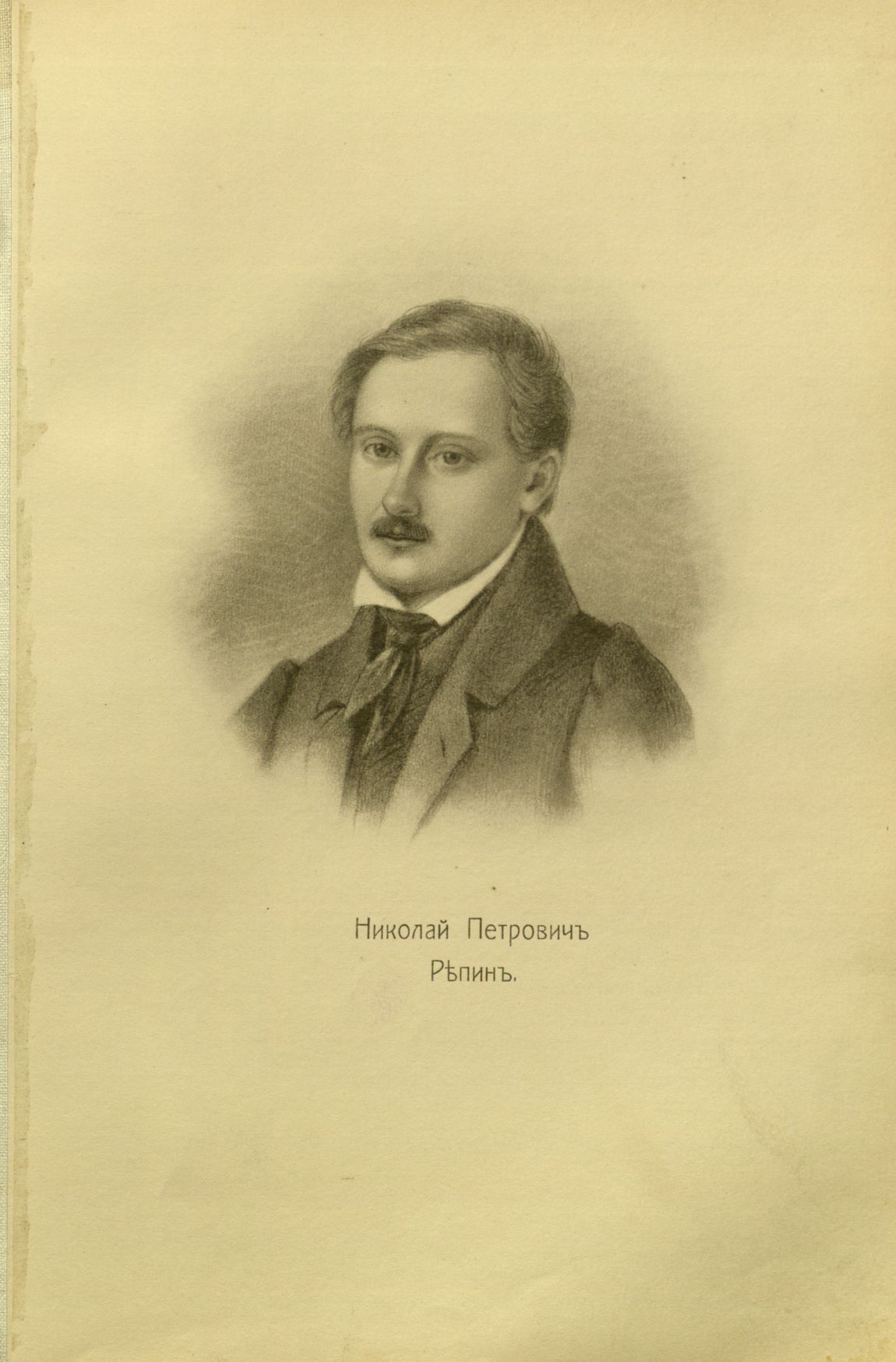
Н. П. Репин

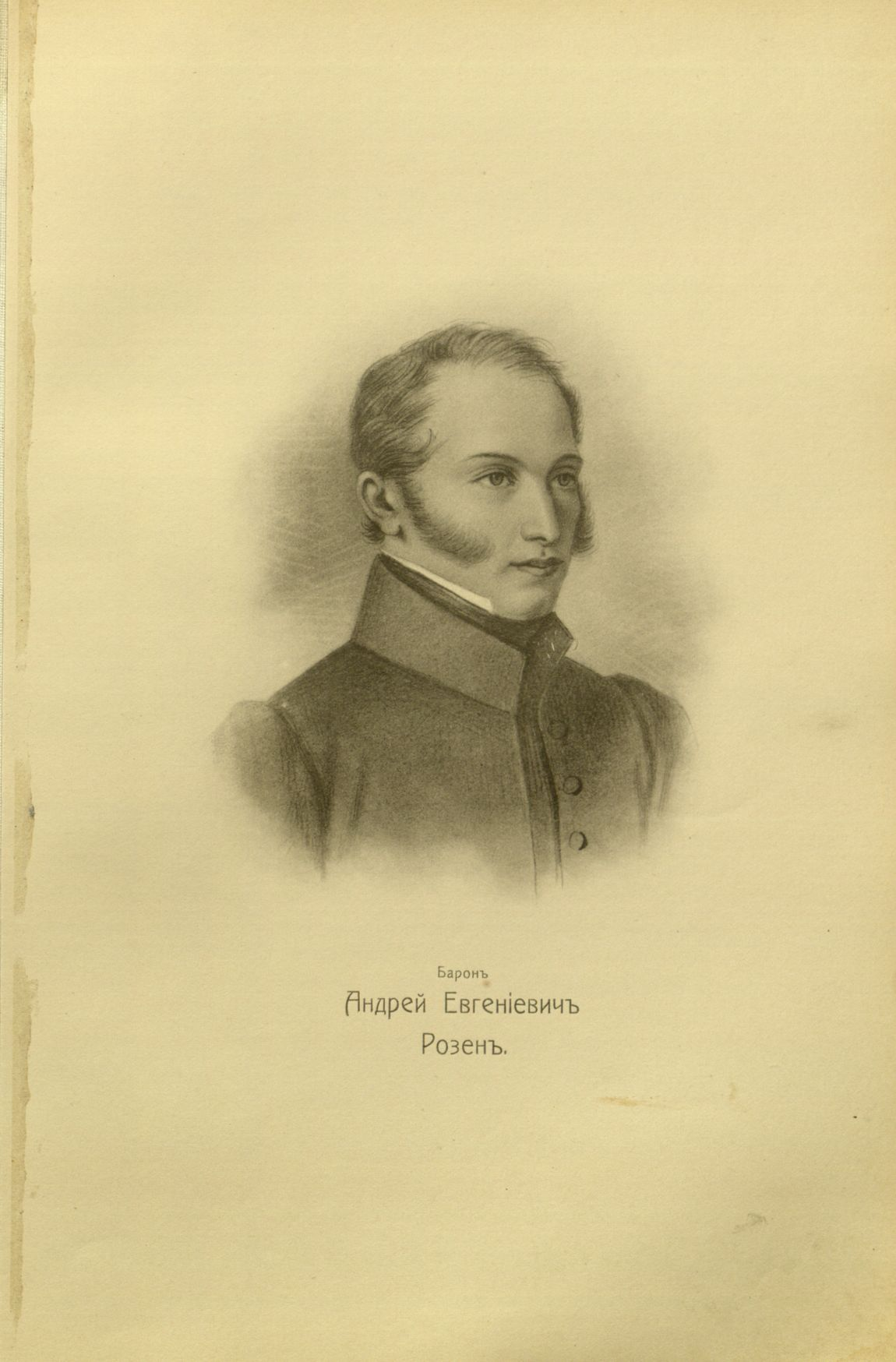
А. Е. Розен

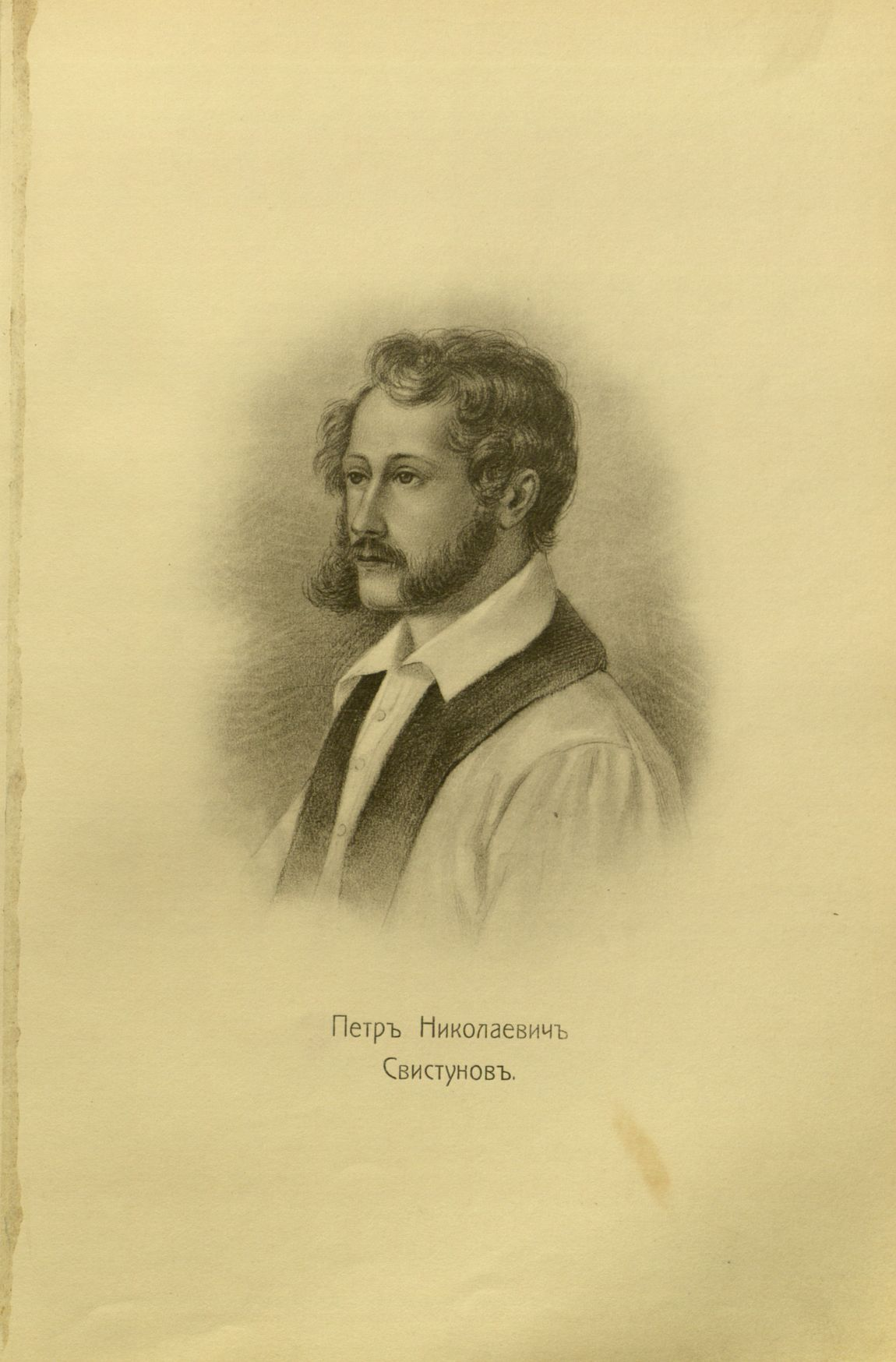
П. Н. Свистунов

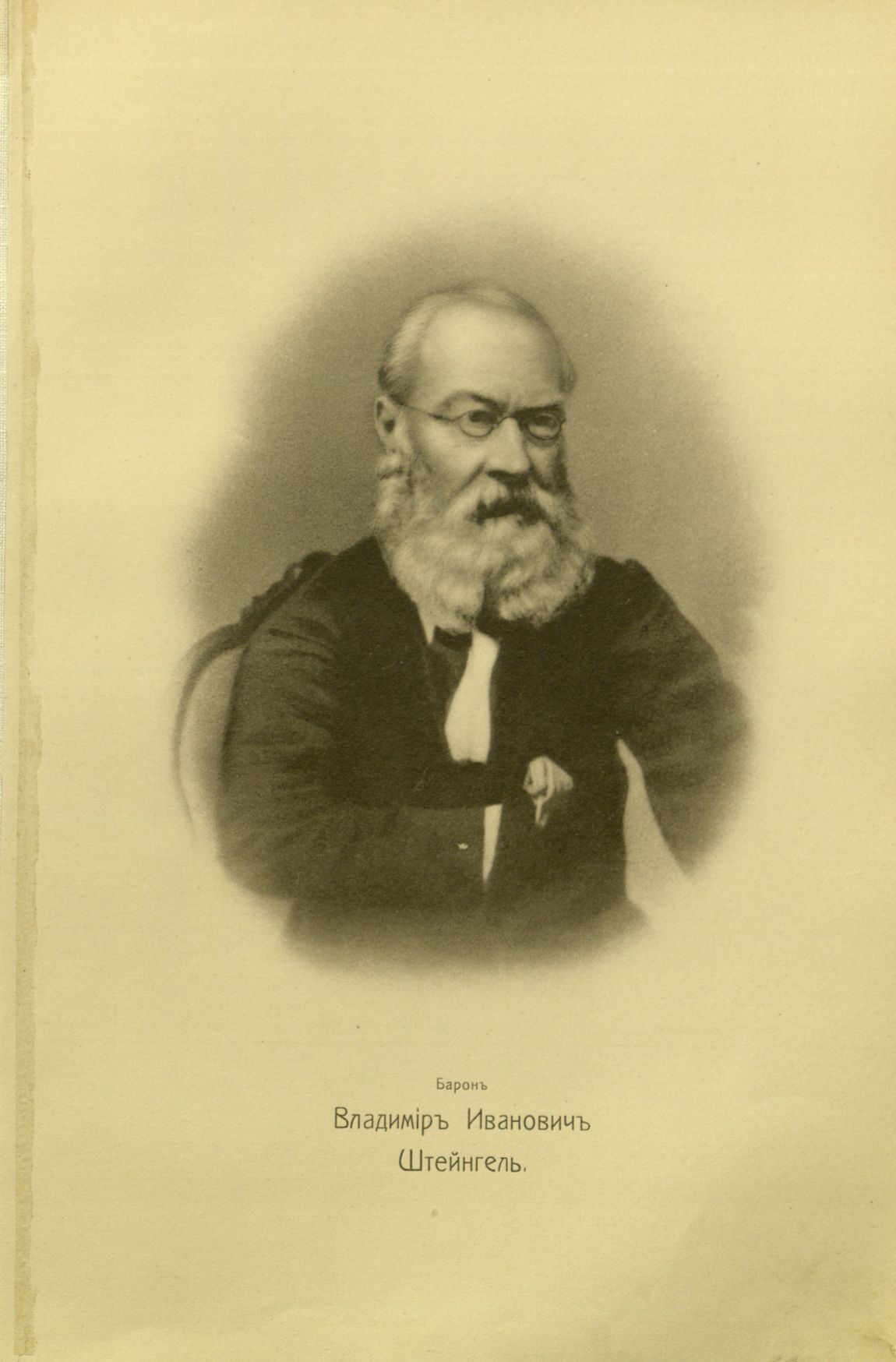
В. И. Штейнгель

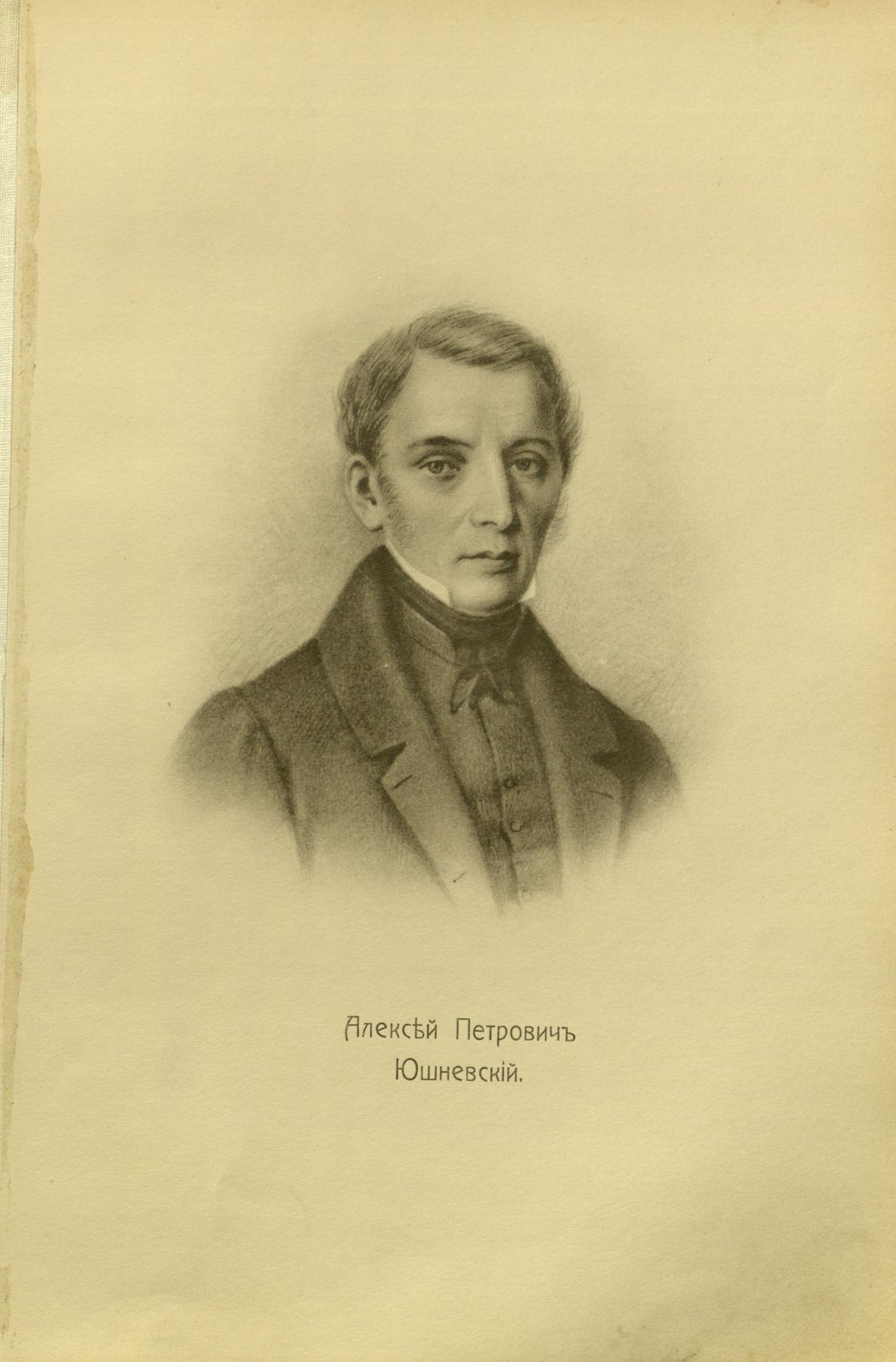
А. П. Юшневский

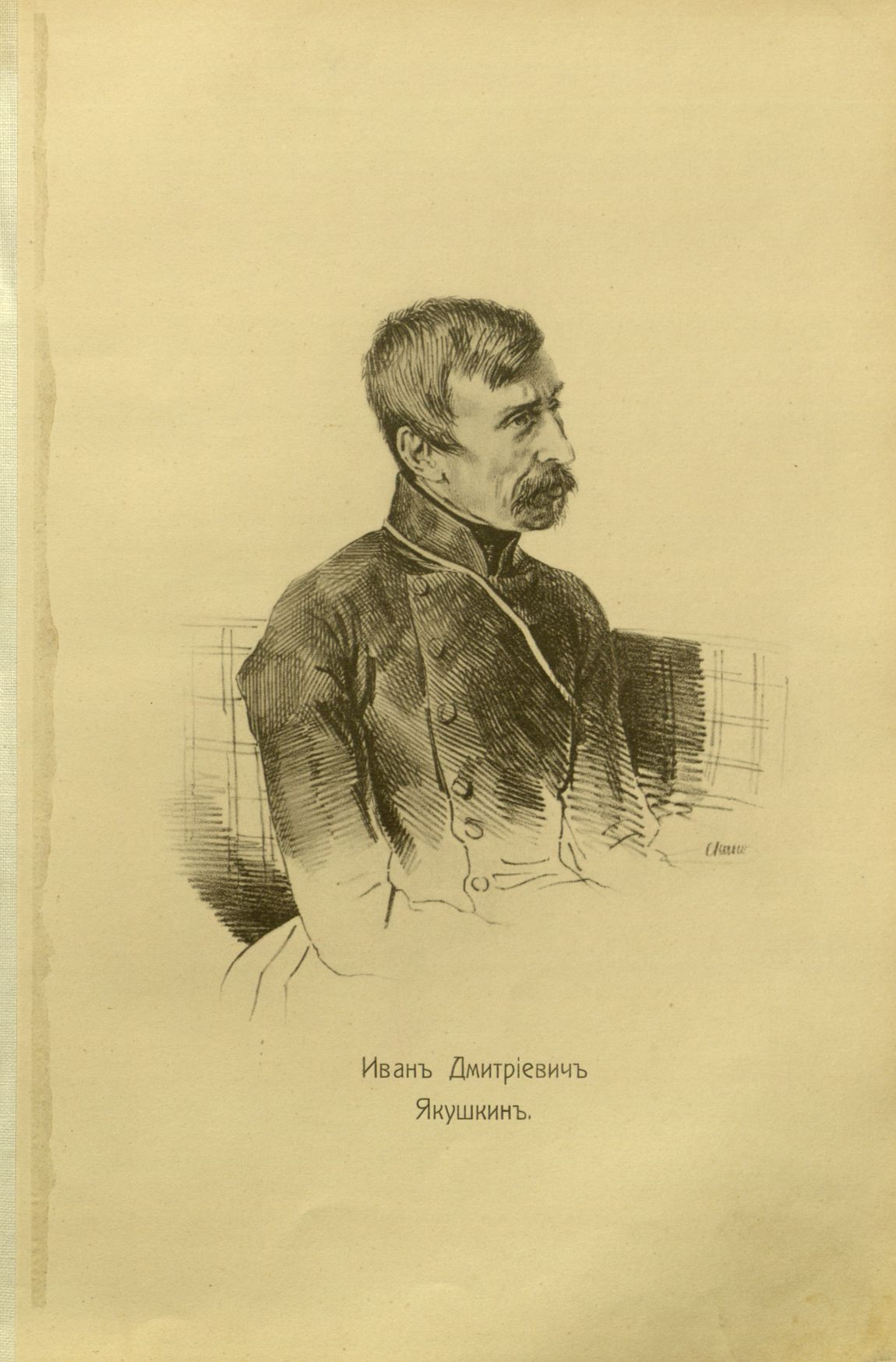
И. Д. Якушкин

В «академии» тематические лекции по общим и специальным предметам читали:

по русской истории — А. О. Корнилович, П. А. Муханов;

по истории средних веков — М. М. Спиридов;

по философии — Е. П. Оболенский;

по истории русской словесности — А. И. Одоевский;

по высшей и прикладной математике — П. С. Бобрищев-Пушкин;

по астрономии — Ф. Ф. Вадковский;

по физике, химии, анатомии и физиологии — Ф. Б. Вольф;

по механике — К. П. Торсон;

о системе российских финансов — К. П. Торсон;

по военной истории, стратегии и тактике — Н. М. Муравьёв, Н. П. Репин;

по истории русского флота — Н. А. Бестужев;

о русских морских экспедициях — К. П. Торсон, М. К. Кюхельбекер.
Большой интерес в каземате был к изучению иностранных языков и занятиям переводами, в том числе, с целью получения дополнительных средств существования. Уроки желающим совершенствовать свои знания в языках давали: Н. А. Бестужев (английского), А. Ф. Бригген (латыни), Д. И. Завалишин (испанского), Н. М. Муравьёв (греческого), Е. П. Оболенский (английского), А. В. Поджио (итальянского), Н. П. Свистунов (французского) и другие.
Декабристы переводили художественные, философские и исторические произведения, журнальные политические, научные и технические статьи. Освоившие в каземате английский язык братья А. П. и П. П. Беляевы взялись за перевод многотомной «Истории упадка и разрушения Римской империи» Э. Гиббона и окончили его за год. А. Е. Розен читал собравшимся сделанный им перевод «Stunden der Andacht» («Часы благоговения») немецкого просветителя Генриха Чокке (нем. Heinrich Zschokke).
Собственные стихи и прозу читали А. П. Барятинский, Н. А. и М. А. Бестужевы, П. С. Бобрищев-Пушкин, В. Л. Давыдов, А. И. Одоевский и другие. Рукописи ссыльных декабристов собирал П. А. Муханов, который надеялся когда-нибудь опубликовать их в альманахе.
Некоторые декабристы в казематах Читинского острога и Петровского завода занимались живописью. Особая заслуга принадлежала Н. А. Бестужеву — он создал карандашные и акварельные портреты почти всех своих товарищей-соузников. В. П. Ивашев, И. В. Киреев, Н. П. Репин и П. И. Фаленберг оставили зарисовки острогов и их окрестностей. Я. М. Андреевич написал алтарный образ Спаса для алтаря читинского Михайло-Архангельского храма.
Начальство не видело опасности в занятиях декабристами музыкой. В каземате появились музыкальные инструменты. Организованные П. Н. Свистуновым хор и квартет (А. П. Юшневский — рояль, П. Н. Свистунов — виолончель, Ф. Ф. Вадковский и Н. А. Крюков — скрипки) исполняли, в том числе, романсы и инструментальные произведения, написанные ими самими — В. П. Ивашевым и Ф. Ф. Вадковским.

## Круг чтения
Декабристам на каторге вначале было строго запрещено читать и вести переписку. Лишь после перевода в Петровский завод им было дозволено получать книги и журналы, но при условии, что они будут предварительно просматриваться комендантом тюрьмы С. Р. Лепарским. С того момента в каземате стало быстро пополняться собрание книг на русском и европейских языках. В библиотеке узников были издания произведений лучших писателей России первой четверти XIX века — К. Н. Батюшкова, Г. Р. Державина, В. А. Жуковского, И. А. Крылова, В. А. Озерова, А. С. Пушкина.
Выписывалось также много периодических изданий — практически все ежемесячные и еженедельные русские газеты и журналы и более 20 иностранных:

на французском языке — Revue des Deux Mondes, Revue de Paris, Le Journal de Debats, Revue Encyclopedique, Constitutionel и другие;

на английском — The Times, The Quarterly review, Morning post и другие;

на немецком — Allgemeine Zeitung, Preussische Staats Zeitung, Hamburgischer Correspondent и другие.
Декабристы живо интересовались европейскими и отечественными новостями, поэтому на прочтение газет и журналов устанавливалась строгая очередь — на прочтение газеты полагалось два часа, а журнала — два-три дня.
Некоторые декабристы просили переслать им в Сибирь целиком домашние библиотеки, которые содержали различные тематические разделы. Хорошие библиотеки были у С. Г. Волконского, С. П. Трубецкого, Н. М. Муравьёва, М. С. Лунина. В библиотеке Н. М. Муравьёва была коллекция планов и карт, необходимых ему для изучения истории военных действий. Ф. Б. Вольфу принадлежала большая библиотека книг по химии, фармакологии, биологии и медицине, а также анатомические атласы. В библиотеке братьев Бестужевых были книги по технике, часовому делу, гидрографии, архитектуре.
Общее число книг узников каземата было весьма значительным. И. И. Горбачевский, которому после окончания каторги оставили книги многие разъехавшиеся на поселение декабристы, позднее подарил свою обширную библиотеку Петровскому заводу. В 1873 году около 300 томов, главным образом на иностранных языках, с пометками декабристов и разрешительной надписью коменданта «Видал. Лепарский» ещё сохранялись в конторе завода. После смерти М. С. Лунина, в 1845 году около 400 его книг, в том числе, редкие издания по богословию, философии и юриспруденции были переданы в Иркутскую духовную семинарию (из них около 140 редких старинных изданий хранятся в научной библиотеке Иркутского государственного университета)
— Acta Sanctorum XVII—XVIII веков, Historia Ecclesiastica XVIII века, De veritate religionis Christianae Гуго Гроция 1726 года и другие. Из оставшихся, 120 книг были проданы в 1850 году на аукционе личных вещей М. С. Лунина в Нерчинском заводе.
Часть книг, принадлежавших декабристам, погибла при пожаре в 1879 году, уничтожившим библиотеку Сибирского отдела Императорского Русского географического общества.

## Учёная деятельность

### Просветители
Свою педагогическую деятельность ссыльные декабристы начали уже в Петровском заводе, когда Н. А. и М. А. Бестужевым было разрешено заниматься с детьми горнозаводских служащих. Многие из их учеников поступили затем в высшие учебные заведения. Способных детей малоимущих заводских служащих отправляли для продолжения обучения в Нерчинск и даже в Санкт-Петербург на средства, собранные декабристами. Оставленный, по его собственной просьбе, на поселении в Петровском заводе И. И. Горбачевский продолжал просветительскую деятельность и после завершения каторжного срока.
После выхода на поселение декабристы открыли в Сибири несколько постоянных школ. Братья Беляевы, «по просьбе мещан, крестьян близлежащих сёл и некоторых чиновников», устроили школу в Минусинске, в которой занимались до 20 учеников. В. Ф. Раевский открыл школу для детей и взрослых в селе Олонки под Иркутском. Братья Бестужевы и К. П. Торсон вели занятия в открытой ими школе в Селенгинске, уделяя особое внимание освоению учениками разных ремёсел.
И. Д. Якушкин на каторге в Чите и в Петровском заводе упорно занимался самообразованием. Результатом глубокого интереса к мировоззренческим проблемам и серьёзного изучения современной ему биологии стала работа «Что такое жизнь». Готовя себя к просветительской деятельности, он разрабатывал программы, методики обучения и учебные пособия. Оказавшись на поселении в Ялуторовске, И. Д. Якушкин с помощью местного протоиерея С. Знаменского на средства декабристов М. А. Фонвизина, И. И. Пущина, Е. П. Оболенского и других открыл в 1842 году школу для мальчиков, а в 1846 году — первую в Сибири школу для девочек. В школах Якушкина за 14 лет получили образование около семисот учеников и учениц — детей мещан, купцов и крестьян.
Занимаясь для собственных нужд земледелием, братья Беляевы в Минусинске, братья Бестужевы в Селенгинске, М. К. Кюхельбекер в Баргузине, С. Г. Волконский под Иркутском, М. М. Спиридов и А. П. Арбузов под Красноярском, А. Е. Розен и М. М. Нарышкин в Кургане и другие использовали и распространяли в Сибири неизвестные местным жителям способы ведения хозяйства, семена и даже породы скота.

### Изобретатели
В условиях каторги и последующей ссылки проявились технические способности некоторых декабристов, бывших моряков — выпускников Морского кадетского корпуса. На Петровском заводе с помощью Н. А. Бестужева и К. П. Торсона была восстановлена лесопилка с водяным приводом, переведена на механизированное дутьё домна и предложены другие новшества, позволившие увеличить выплавку чугуна.
Н. А. Бестужев, хорошо знакомый с механикой и по необходимости изучивший часовое дело, разработал и изготовил несколько часов с горизонтальным маятником (балансиром). Это позволило ему разработать оригинальную конструкцию упрощённого малогабаритного, но точного морского хронометра, доступного, по его замыслу, для обеспечения безопасного плавания небольших кораблей. Он же разработал конструкцию так называемой «сидейки» — простой и безопасной двухколёсной повозки, предназначенной для поездок в гористой местности, повсеместно распространившейся потом в Забайкалье. Н. А. Бестужеву принадлежит также изобретение дешёвой и экономной «бестужевской печи», практичность которой отмечена профессором Горного института И. И. Свиязевым. Являясь сторонником поливного земледелия Н. А. Бестужев вместе с братом М. А. Бестужевым придумали и построили «поливную машину».
К. П. Торсона увлекала проблема механизации земледельческих работ. Свои идеи он описал в статье «Взгляд на изобретение и распространение машин». Торсон спроектировал молотильную машину, машину для резки соломы и ряд других. Первую молотилку по авторским чертежам построили и применили в Минусинске братья Беляевы.
М. А. Бестужев, интересовавшийся проблемой судоходства по сибирским рекам, предложил идею водомётного двигателя. В своих мемуарах он писал: «У меня в памяти сохранилось одно из моих предложений — заменить гребные колеса и винты пароходов другим двигателем — двумя закрытыми цилиндрами, вставленными в кормовую подводную часть корабля, во внутренности коих два глухих пистона, попеременно действующие, выгоняя воду из одного цилиндра и втягивая воду в другой, должны неминуемо сообщать кораблю поступательное движение вперёд».

### Исследователи
Начатые в своей «академии» научные занятия декабристы продолжили и после выхода на поселение.
Метеорологические и климатологические наблюдения декабристы начали в казематах и регулярно вели в течение многих лет. Данные по температурам, давлению воздуха, состояния погоды, силе и направлению ветра, собранные усилиями П. И. Борисова, братьев Бестужевых, М. К. Кюхельбекера, М. И. Муравьева-Апостола, М. А. Назимова, К. П. Торсона и других позволили академику А. Я. Купферу, в изданной в 1846 году работе «Выгоды из метеорологических наблюдений, деланных в Российском государстве и хранящихся в метеорологическом архиве Академии наук», выявить особенности климата в разных регионах Сибири.
Поиски и сбор образцов флоры и фауны в Сибири проводили братья П. И. и А. И. Борисовы. Гербарии и энтомологические коллекции они отправляли в Петербургский ботанический сад. Итогом наблюдений стали и 461 акварелей П. И. Борисова с изображениями птиц, насекомых и растений.

Акварели декабриста Петра Ивановича Борисова
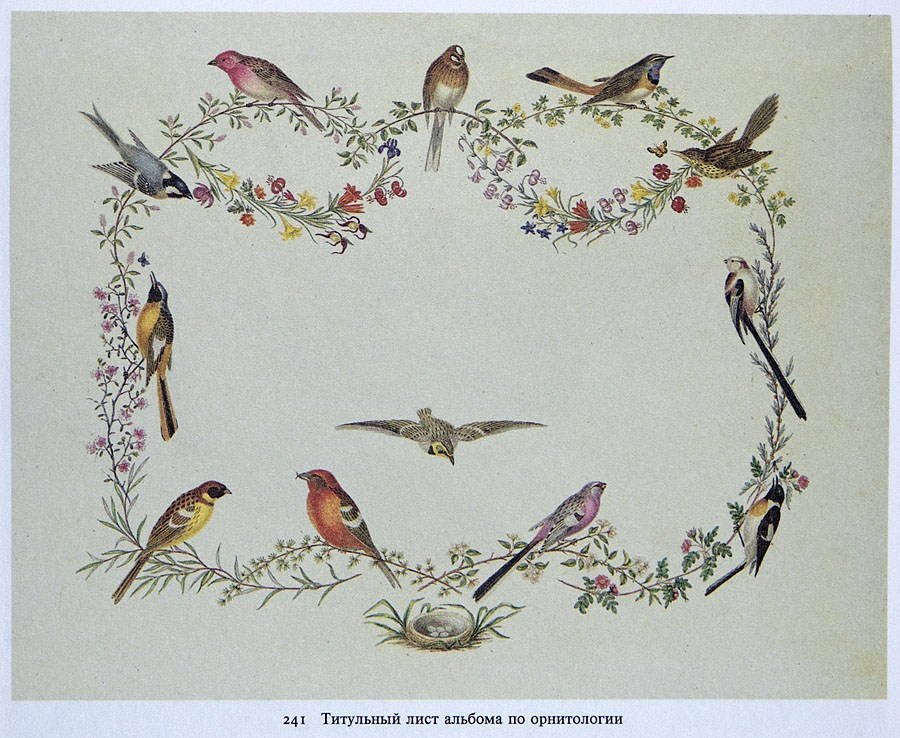
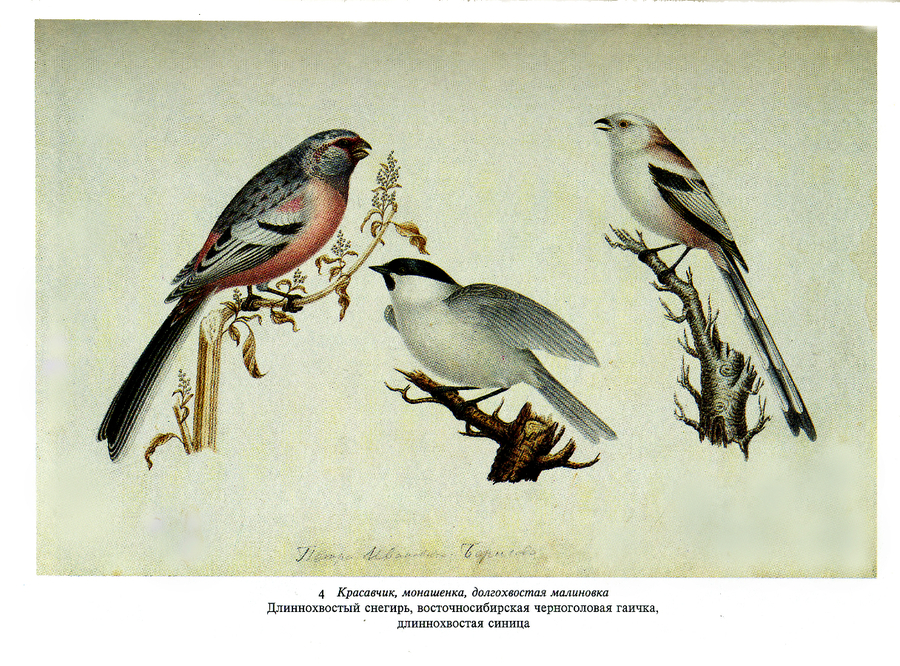
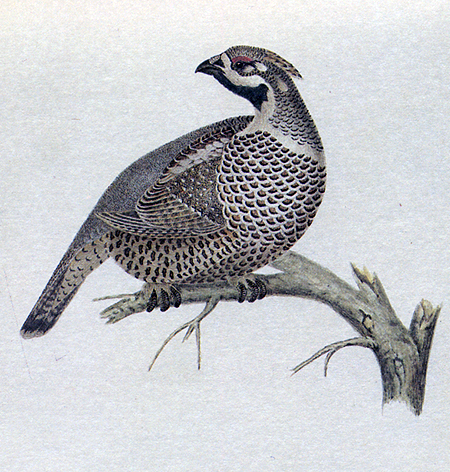
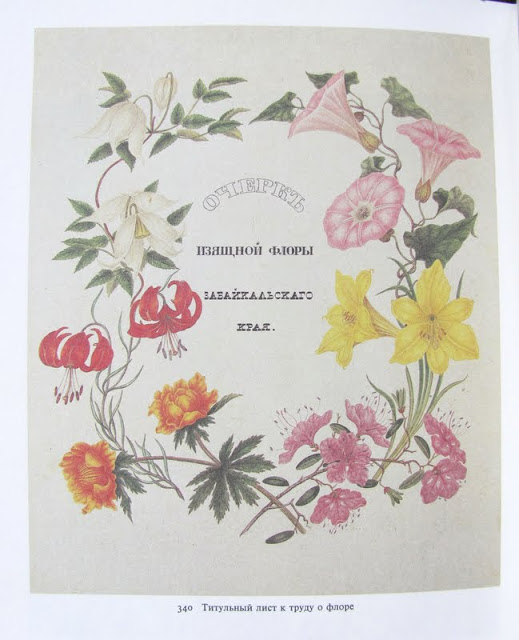
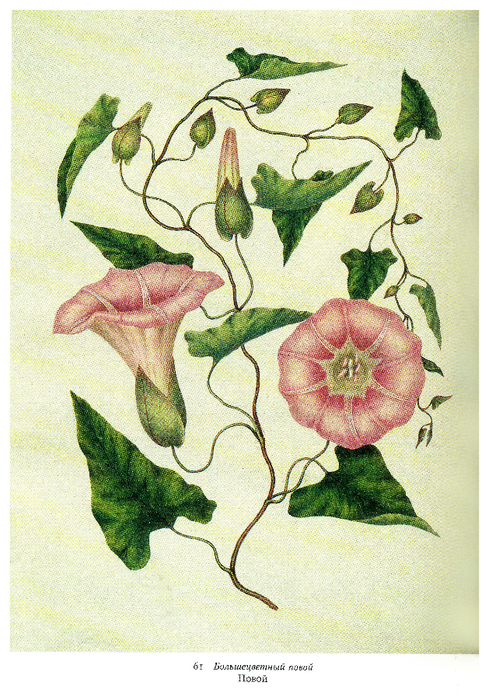
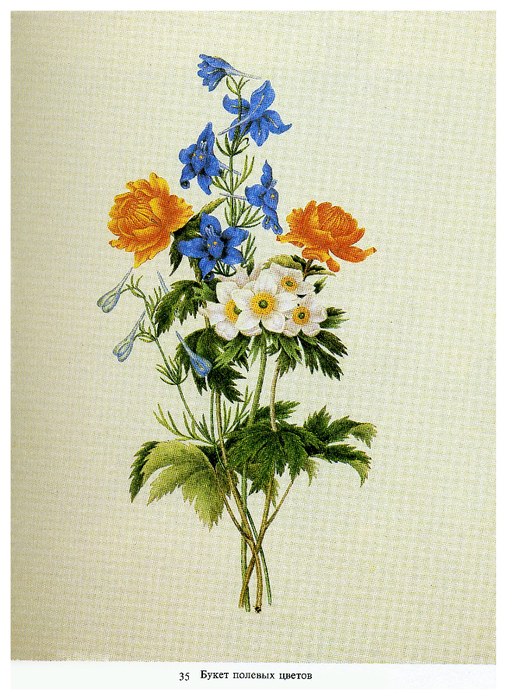

Собирали гербарии П. Н. Свистунов, И. Д. Якушкин и другие декабристы. И. Д. Якушкин и М. И. Муравьев-Апостол были составителями изготовленного в 1841 году, для создаваемых в Ялуторовске школ, иллюстрированного пособия по зоологии.
Врач и учёный Ф. Б. Вольф занимался химическим анализом вод минеральных источников, расположенных вблизи Петровского завода.
Н. А. Бестужев проводил в Селенгинске сейсмологические измерения с использованием сконструированного и собранного им сейсмографа.
В. И. Штейнгель работал над географо-статистическим описанием Ишимского уезда Тобольской губернии, план тригонометрической съёмки которого, разработанный Г. С. Батеньковым ещё в начале 1820-х годов, так и не был осуществлён. В своей работе В. И. Штейнгель дал характеристику водных ресурсов уезда — двух главных рек Ишима и Вагая, их многочисленных притоков и озёр, описал климат региона и состояние сельского хозяйства, промышленности и торговли. Физико-географическим характеристикам мест ссылки и поселения декабристов посвящены работы «Краткий очерк Забайкальского края» М. К. Кюхельбекера и «Гусиное озеро» Н. А. Бестужева.
Активно интересовавшийся положением дел и перспективой развития Сибири, автор многочисленных публикаций Д. И. Завалишин вступил в полемику по поводу политики освоения Амурских территорий, проводимой генерал-губернатором Восточной Сибири Н. Н. Муравьевым и был за это выслан в европейскую часть России.
Писатель и революционный демократ И. Г. Прыжов, интересовавшийся во второй половине XIX века историей ссылки декабристов в Сибирь, писал: «Окидывая взором все их труды, мы видим, что они исследовали Сибирь в антропологическом, естественном, экономическом, социальном и этнографическом положении,— словом, сделали несравненно больше, чем всё, сделанное за это время для любой из других русских областей».